# Kirchenglocke

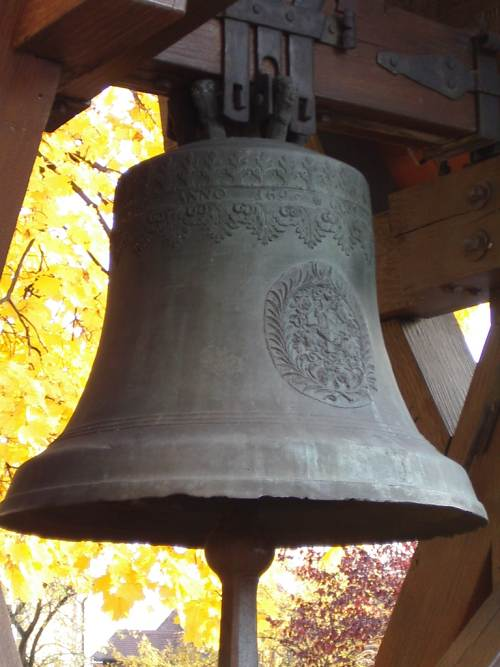
Bronzeglocke aus der Barockzeit (Gussjahr: 1694)

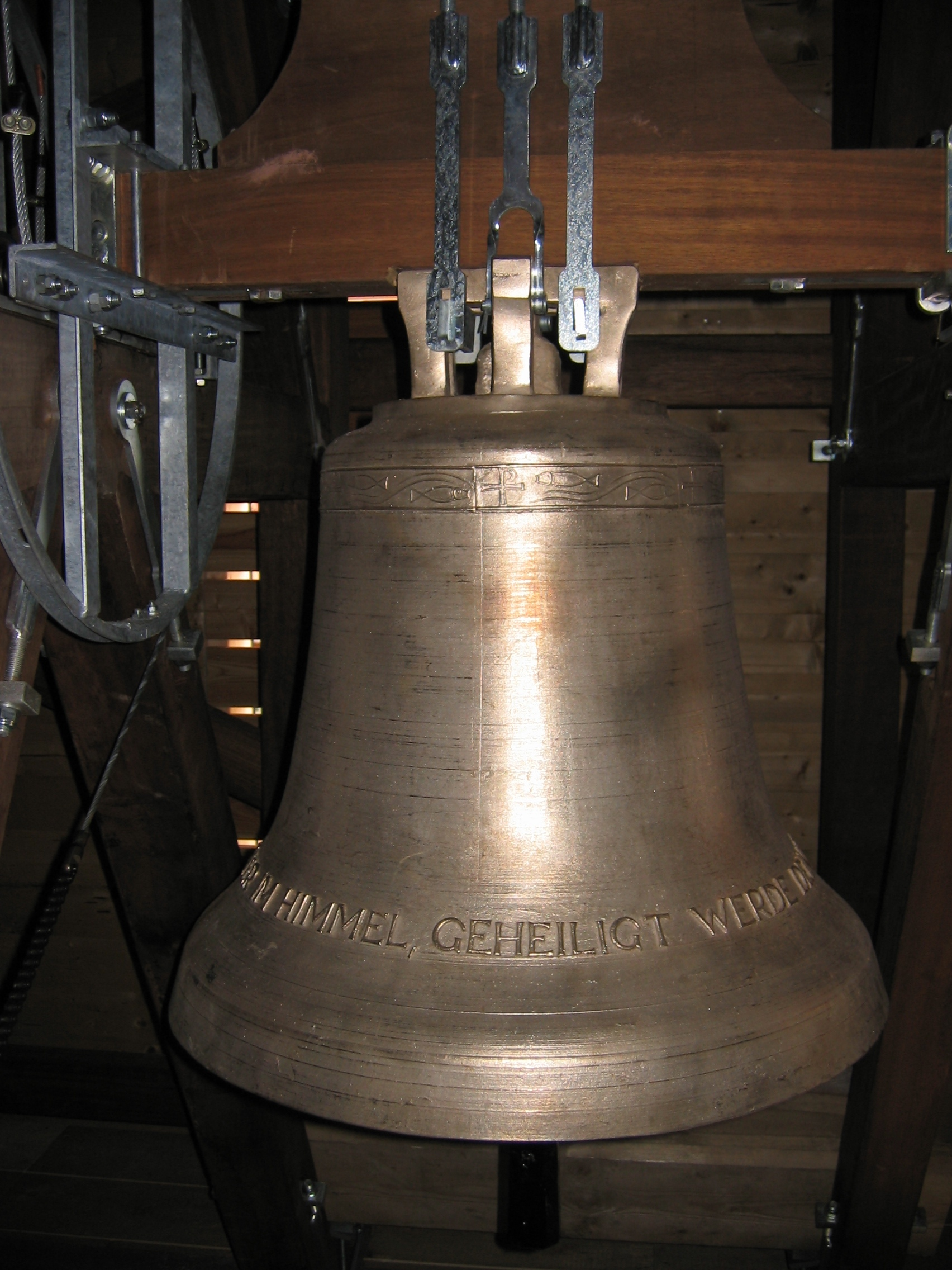
Moderne Bronzeglocke (Gussjahr: 2005)

Die Kirchenglocke ist eine große, meist in einem Kirchturm aufgehängte Glocke. Sie ist der Schwingungsträger der Läuteanlage, zu der noch die Läutemaschine und der Glockenstuhl gehören. Die gesamte Läuteanlage befindet sich in der Glockenstube. Die meist aus Bronze, selten auch aus Eisen gegossene Glocke hat die Form eines Rotationskörpers, das heißt, sie besitzt Rotationssymmetrie um ihre Mittelachse.
Ein aus mehreren Glocken bestehendes Turmglockenspiel (Carillon) ist ein automatisch oder manuell über ein Hebelsystem gespieltes Musikinstrument, das es auch außerhalb von Kirchen gibt.

## Begriffe

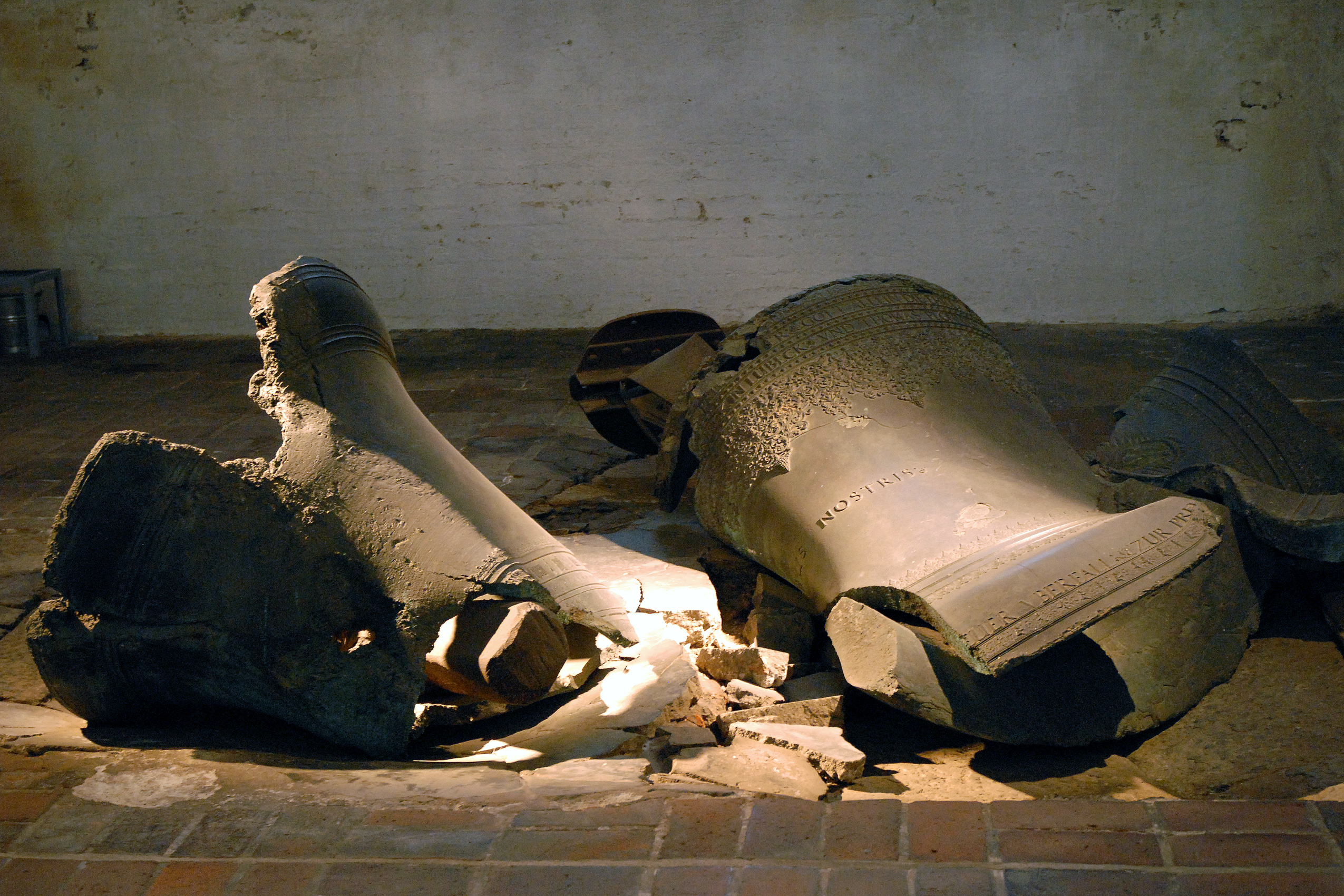
Glockentrümmer als Mahnmal: Marienkirche (Lübeck)

Außer in Kirchtürmen kommen Glocken in Uhrtürmen an öffentlichen Gebäuden wie Rathäusern und Schulen zur Zeitanzeige oder als Alarmzeichen vor. Kirchenglocken läuten zum Gottesdienst, auch zur Mahnung oder zum Gedenken.
Sind mehrere Glocken zu einer Einheit verbunden, so wird von einem Glockenspiel oder einem Geläut gesprochen. Ist es über einen Handspieltisch bespielbar und hat mindestens 23 Glocken (zwei Oktaven), wird es Carillon genannt.

## Geschichte
Zur Entwicklung von Glocken als magische Bedeutungsträger bei kultischen Ritualen vom Altertum bis zu ihrer Etablierung im Alltag des mittelalterlichen Mönchswesens in Europa siehe den Hauptartikel Glocke.
Der erste bekannte Sakralbau, der am Giebel mit Glocken behängt wurde, war ein Jupitertempel in Rom. Der Begriff Glocke wurde aus dem altirischen clocc ‚Schelle, Glocke‘ entlehnt während seit dem 4. Jahrhundert im galloromanischen Gebiet die Glocke unter der lateinischen Bezeichnung sīgnum (woraus afrz. sein, okz. senh, bündrom. sain(s), zen(n)s ‚Kirchenglocke‘) zu verstehen ist (vgl. Caesarius von Arles, 470–542, und Gregor von Tours, gest. 592). Iroschottische Wandermönche verbreiteten im 6. Jahrhundert ihre kunstvollen Glocken im christlichen Gottesdienst in Europa, zunächst wahrscheinlich als Handschellen.
Die ersten Glocken wurden von Schmieden meist aus Eisenblech hergestellt und vernietet; vgl. dazu den Saufang als die älteste erhaltene Glocke Deutschlands aus dem 7. bis 9. Jahrhundert. Auch fertigen manche Kunstschmiede noch große und kleinere Glocken – meist aus einem Stück – im offenen Feuer.
Seit dem 9. Jahrhundert wurden Kirchenglocken überwiegend im Bronzeguss hergestellt. Im 20. Jahrhundert wurden auch viele Glocken infolge der beiden Weltkriege aus Ersatz-Legierungen (z. B. Gussstahl) gegossen. Viele Bronzeglocken in den betroffenen Ländern mussten staatlich reglementiert abgenommen werden und wurden im Zuge der Kriegswirtschaft zur Produktion von Munition und Maschinen verwertet. Nach dem Zweiten Weltkrieg agierte in Deutschland der Ausschuss für die Rückführung der Glocken.
Im Mittelalter wurde es üblich, auf Klosterkirchen und später ebenso auf anderen Gotteshäusern Glocken in kleinen Dachreitern oder in Glockengiebeln zu platzieren. Seit dem 10. und 11. Jahrhundert entstanden hohe, zum Tragen des Glockenstuhls errichtete Türme. In Kirchtürme wurden Jahrhunderte später außerdem die mechanischen Werke der Turmuhren aufgenommen.
In der Neuzeit verbreitete sich auch im europäischen Raum die säkulare Verwendung von Glocken. Sie wurden auf Kriegerdenkmälern zum Gedenken an tote Soldaten angebracht, fanden in der NS-Zeit Platz auf Glockentürmen der NS-Ordensburgen, wurden aber später auch Mahner an die Opfer des Faschismus und gegen atomare Gefahren wie in Hiroshima und Nagasaki. In der Nachkriegsepoche ist zudem die Friedlandglocke zu nennen. Eine andere bemerkenswerte Nutzung: 2006 wollte in Miltenberg auf dem Marktplatz unmittelbar bei der Stadtpfarrkirche St. Jakobus die NPD-Jugendorganisation eine Demonstration durchführen. Der damalige Pfarrer Ulrich Boom ließ aus Protest die Glocken 20 Minuten lang ertönen. Das zweitschwerste Geläut im Bistum Würzburg war derart laut, dass die Kundgebung nach kurzer Zeit abgebrochen werden musste. Die Aktion, für die Boom mit dem Aschaffenburger Mutig-Preis ausgezeichnet wurde, erhielt bundesweit mediale Aufmerksamkeit.

## Herstellung von Glocken

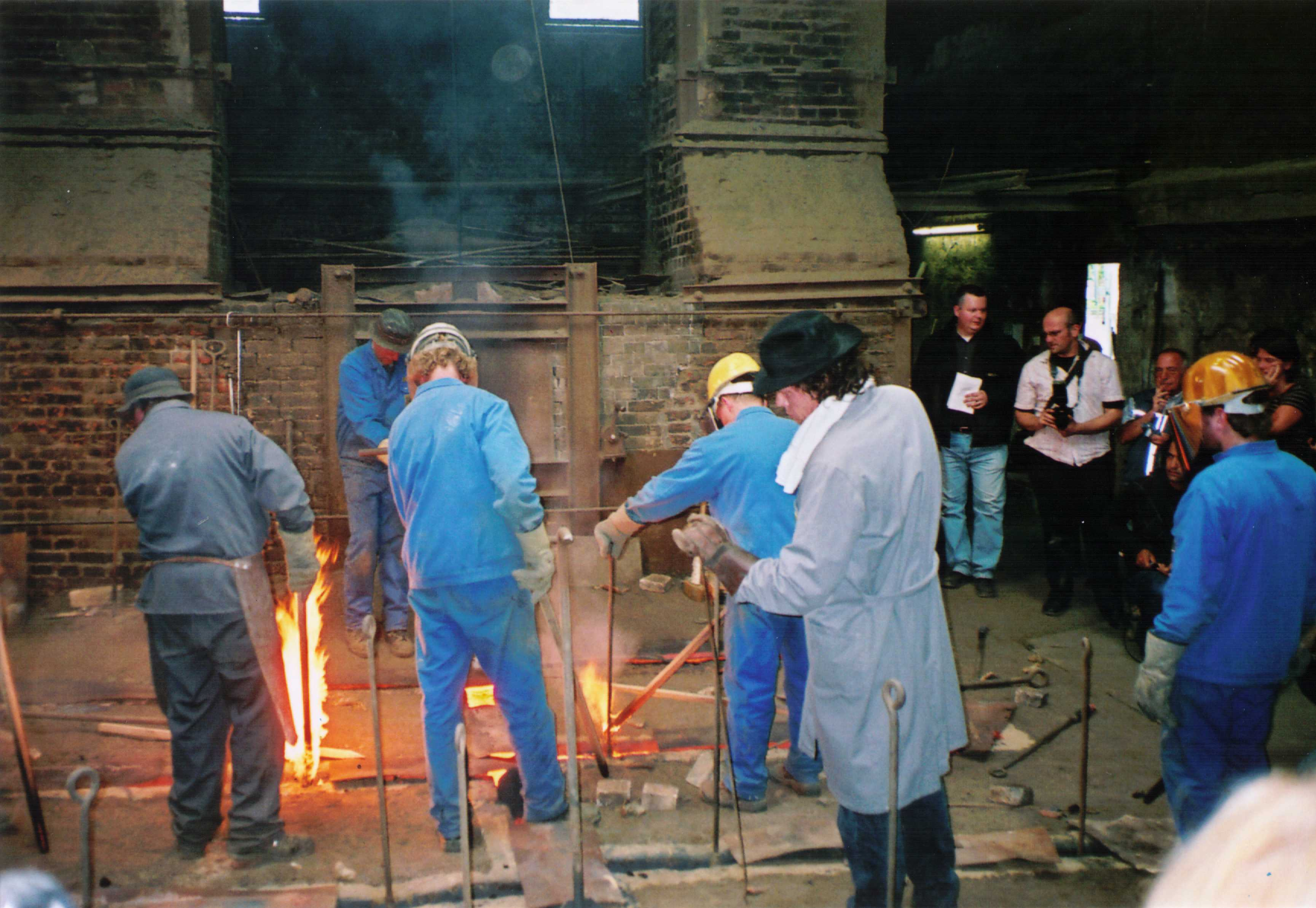
Glockenguss bei Petit & Gebr. Edelbrock am 5. September 2008

Herstellung von Kirchenglocken

Glocken werden meist durch Gießen in eine Form hergestellt. Zu unterscheiden sind das Lehm-, Sand- und Zementformverfahren. Das verwendete Gussmaterial heißt seit mittelhochdeutscher Zeit Glockenspeise (mittelhochdeutsch glockenspîse) und ist meist eine Zinnbronze aus 76 bis 80 Prozent Kupfer und 20 bis 24 Prozent Zinn. In früherer Zeit war es üblich, große Glocken am späteren Einsatzort zu gießen, da fertige Glocken nur schwer transportiert werden konnten, das Rohmaterial dagegen war in Form von Barren leichter transportabel. Heute erfolgt der Guss angesichts besserer Transportmöglichkeiten dagegen meist am Standort der Gießerei.
Die meisten Gießereien verwenden nach wie vor das traditionelle Lehmformverfahren, ausgenommen für den Guss von Kleinstglocken. Dieses Verfahren wurde im 12. Jahrhundert entwickelt und von Friedrich Schiller in seinem bekannten Lied von der Glocke beschrieben. Es umfasst folgende Arbeitsschritte:
- Erster und entscheidender Schritt ist die Konstruktion der Schablone für die Glockenrippe: Der Glockengießer zeichnet das Profil der Glocke – den halben Querschnitt des Glockenkörpers mit seiner inneren und äußeren Kontur – auf ein Brett. Dadurch sind Ton und Klang der Glocke im Wesentlichen festgelegt. Zunächst wird die Kontur für die Innenseite der Glocke ausgeschnitten – die Schablone für die Innenseite der Glocke entsteht.
- Als Zweites beginnt der Aufbau der Gussform. Aus Lehmziegeln wird ein hohler Glockenkern gemauert und darüber an einer Achse drehbar die Schablone befestigt. In mehreren Schritten wird der Kern mit immer feinerem Lehm bestrichen, der mit Zusätzen vermengt sein kann. Die Schablone wird um den Kern gedreht, überschüssiger Lehm dadurch abgezogen, und eine glatte Oberfläche entsteht. Damit ist die Form für die Innenseite der Glocke fertig und muss noch austrocknen. Dafür wird der Kern von innen her aufgeheizt.
- Im dritten Schritt wird die falsche Glocke geformt. Sie besitzt bereits die Form der zu gießenden Glocke, besteht aber aus Lehm. Die Schablone wird entlang der äußeren Konturlinie ausgeschnitten. Auf den getrockneten Lehm der Innenform kommt zunächst ein Trennmittel (Talg, Fett, Graphit). Darüber kommt wieder in mehreren Schichten feiner Lehm, der wiederum mit der Schablone abgezogen und geglättet wird, bis er genau die Form der späteren Glocke hat. Nach dem Trocknen der falschen Glocke werden auf ihr alle Verzierungen und Schriften aus Wachs aufgebracht.
- Viertens wird über der falschen Glocke der äußere Teil der Form hergestellt, der Mantel. Die falsche Glocke mitsamt den angebrachten Wachsverzierungen wird wiederum mit einem Trennmittel eingestrichen. Darüber kommt zunächst feiner Lehm, dann immer gröbere und steifere Lehmschichten. Zusätzlich wird der Mantel durch Metallringe gehalten, die ihm größere Festigkeit verleihen. Auch der Mantel wird durch Erhitzung getrocknet.
- Im fünften Schritt wird der Mantel von der falschen Glocke abgehoben, was durch die aufgetragene Trennschicht ermöglicht wird. Die Wachsverzierungen sind durch die Erhitzung beim Trocknen geschmolzen, haben aber ihren Abdruck im Mantel hinterlassen. Die falsche Glocke wird nun zerschlagen, auch sie löst sich wegen des Trennmittels vom Kern. Kern und Mantel werden nochmals gereinigt, danach wird der Mantel wieder auf den Kern gesetzt. Zwischen Kern und Mantel ist nun ein Hohlraum, den bisher die falsche Glocke eingenommen hat, und in den beim Guss das flüssige Metall einströmt.
- Als sechster Schritt wird die Grube, in der die Glockenformen stehen, für den Guss komplett mit Erde verfüllt und diese ordentlich verdichtet, damit die Form den beim Gießen entstehenden Schweredruck und Auftrieb der flüssigen Bronze, deren Dichte um ein Mehrfaches höher als die des Formmaterials ist, aushalten kann. Zuletzt wird die Krone mit dem Eingussloch und den Windpfeifen – durch sie entweichen beim Guss Luft und entstehende Gase – eingesetzt. An der Oberfläche der nun komplett gefüllten Gussgrube mauert man Kanäle, durch die flüssige Glockenspeise zu allen Formen strömen soll, denn meistens werden mehrere Glocken zugleich gegossen.
- An siebenter Stelle wird – schon Stunden vor dem Guss – der Schmelzofen angeheizt, bis die flüssige Glockenspeise ca. 1100 °C erreicht. Der dann erfolgende Guss wird meist mit einer überlieferten Losung eingeleitet: „In Gottes Namen lasst’s rinnen, stoßt den Zapfen aus. Gott bewahr’ das Haus“. Dann wird die flüssige Glockenspeise durch die vorbereiteten Kanäle und das Gussloch in die Form geleitet, bis sie komplett gefüllt ist. Durch die Windpfeifen entweichende Gase werden abgefackelt.
- Nach einer Abkühlzeit von mehreren Tagen – bei größeren Glocken entsprechend länger – kann die Glocke aus der Form geholt werden; erst dann wird hör- und sichtbar, ob der Guss gelungen ist.

Als Termin für den Guss wird traditionell der symbolträchtige Freitagnachmittag um 15 Uhr – die Sterbestunde Jesu Christi – gewählt.
Kirchenglocken sind oft variantenreich verziert; sie zeigen beispielsweise ein figürliches Relief (Heiligenfigur oder Kreuzigungsgruppe). Viele Glocken sind seit dem Spätmittelalter inschriftlich datiert und mit dem Gießernamen versehen. Meist haben Glocken für Kirchen religiöse Inschriften. Das Handwerk der Glockengießer ist relativ alt und benötigt sehr viel Erfahrung. Deshalb haben viele Glockengießereien eine sehr lange Tradition.

## Glocken aus Ersatzlegierungen

### Überblick

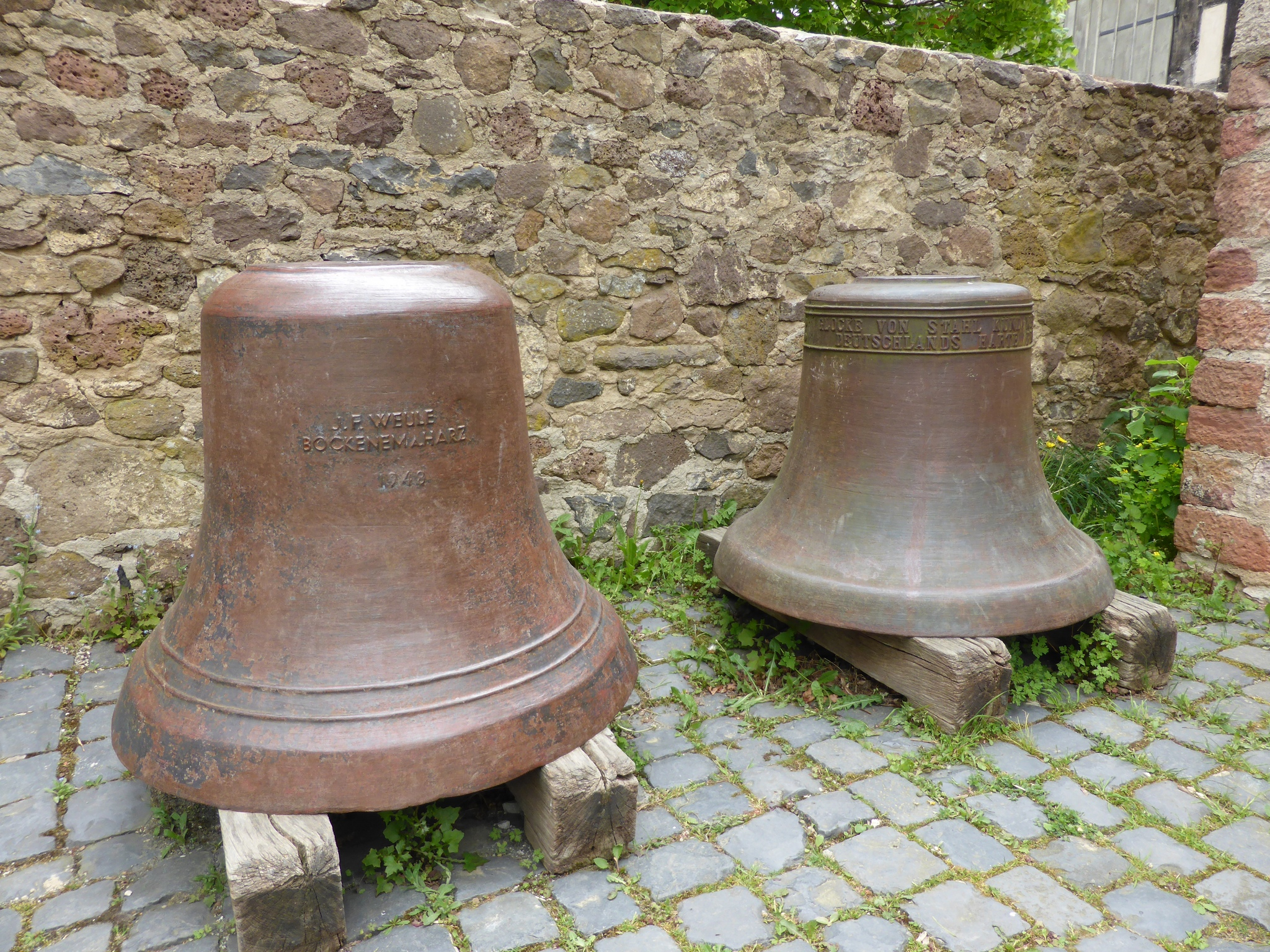
Museal ausgestellte Eisenhartgussglocken von J. F. Weule (links) und Schilling & Lattermann (rechts)

Die Ersatzmaterialien haben gegenüber der Glockenbronze andere Eigenschaften, die sich nachteilig auf den Klang auswirken können. Die meisten weisen eine höhere Schallgeschwindigkeit auf und haben daher eine geringere Abklingdauer. Durch die höhere Porosität einiger Werkstoffe wie Gusseisen mit dem enthaltenen Kohlenstoff ist die Dämpfung größer, was sich ebenfalls negativ auf den Abklingvorgang auswirkt. Auch der Elastizitätsmodul spielt eine Rolle, bei Gussstahl ist er erheblich höher als bei Bronze, wodurch der Klöppel einen kürzeren Kontakt mit der Glocke hat und der Anschlag härter klingt. Daher sind Klöppel von Eisen- und Stahlglocken meistens mit Bronzebacken oder -puffern ausgestattet. Je nach Legierung können Korrosion und Verschleiß im Vergleich zu Bronze wesentlich größer und die Haltbarkeit damit niedriger sein.
Grund für die Entscheidung, auf andere Materialien als Kupfer zurückzugreifen, waren insbesondere nach den beiden Weltkriegen die niedrigeren Kosten, da das Kupfer für die Waffenproduktion gesammelt worden war, und die Angst, dass Bronzeglocken in einem weiteren Krieg erneut eingezogen werden könnten.

### Gussstahlglocken

#### Neues Glockenmaterial

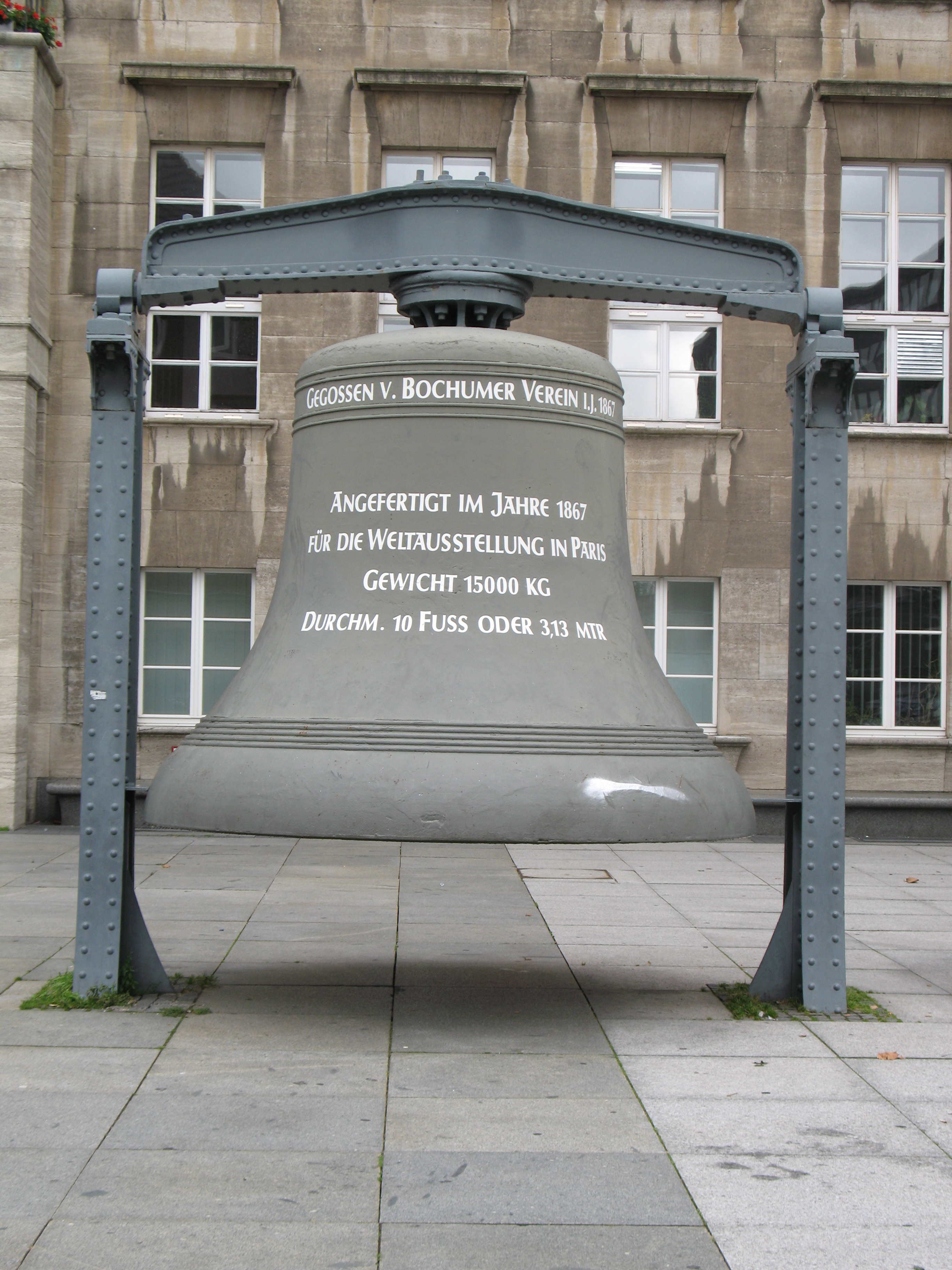
Gussstahlglocke vor dem Bochumer Rathaus

Gussstahlglocken waren zunächst eine fortschrittliche Erfindung des 19. Jahrhunderts. Nach den beiden Weltkriegen waren sie meist willkommener und preisgünstiger Ersatz für in den Weltkriegen zu Kriegszwecken beschlagnahmte Bronzeglocken. Stahlglocken besitzen größtenteils als Aufhängung nur eine simple Tellerkrone. Zier und Inschriften wurden nicht eingegossen, sondern nachträglich aufgeschweißt.

#### Bochumer Verein
Die bedeutendste Gießerei für Gussstahlglocken und zugleich produktivste Glockengießerei weltweit war der Bochumer Verein in Bochum. Von 1851 bis 1970 wurden dort in industriellem Rahmen etwa 38.000 Glocken aus Gussstahl gegossen, davon etwa 18.000 Kirchenglocken und etwa 20.000 Signalglocken. Die Glocken wurden in alle Welt exportiert, darunter so exponierte Exemplare wie die Friedensglocke von Hiroshima. Nachdem die größten Glockenverluste des Zweiten Weltkrieges bis Ende der 1960er Jahre behoben waren und die Nachfrage nach Gussstahlglocken erheblich zurückging, ließ der damalige Eigentümer Krupp die Produktion im Jahr 1970 einstellen.
Eine der größten und zugleich ältesten Gussstahlglocken des „Bochumer Vereins“ hängt heute nicht läutbar als Denkmal vor dem Bochumer Rathaus. Sie wiegt etwa 15.000 kg und hat einen unteren Durchmesser von 313 cm. Sie wurde 1867 für die Pariser Weltausstellung gegossen. Die Kaiser-Ruprecht-Glocke (Nominal/Schlagton: es0) in der Stiftskirche in Neustadt an der Weinstraße ist mit etwa 14.000 kg und einem unteren Durchmesser von 321 cm die schwerste schwingend geläutete Gussstahlglocke der Welt und die zweitgrößte Glocke Deutschlands nach der Petersglocke im Kölner Dom.
In der Produktionszeit der Bochumer Gussstahlglocken wurden viele verschiedene Rippentypen verwendet. Bis zum Jahr 1937 wurden die meisten Glocken in einer Moll-Sext- oder Septimrippe gegossen. Die daraufhin in Moll-Oktav-Rippe gegossenen Glocken weisen einen erheblichen Klangfehler auf: Ihr Schlagton ist im Abstand einer Sekunde aufwärts verdoppelt und verursacht beim Anschlagen eine unangenehme Dissonanz, die sich vor allem beim Zusammenklang mehrerer Glocken bemerkbar macht; im Nachhinein wird diese Rippe „Moll-Oktav-Rippe mit Sekund-Schlagton“, kurz „Sekund-Schlagton-Rippe“, genannt. Aufgrund des entstandenen Drucks der Fachwelt wurde ab 1948 eine Versuchsreihe von zwölf Moll-Oktav-Rippen (Versuchs-Rippen) entwickelt, von denen zunächst die extrem schwer konstruierte V-12-Rippe ausgewählt wurde; sie musste fortan fast ausschließlich an verkröpften Jochen läuten. Endgültig einigte man sich auf die Moll-Oktav-Rippe V7. Um 1957 wurde eine „Dur-Oktav-Rippe“ (der Unterton der Glocke steht zum Schlagton im Verhältnis einer Oktave, der dritte Teilton ist diesmal eine Dur-Terz) mit erstaunlich guter Resonanz entwickelt und als Patent angemeldet. Ein Beispiel hierfür ist die große c1-Glocke der St.-Gottfried-Kirche zu Münster. Daraufhin wurden die verschiedenen Rippentypen einschließlich der älteren auch innerhalb eines Geläutes kombiniert, um die Teiltöne einer Glocke an die Schlagtöne der anderen Glocken anzupassen. So ergab sich beispielsweise beim zunächst vierstimmigen Geläut für die protestantische Peterskirche zu Albisheim (Pfrimm) folgende Anwendung: Die größte g1-Glocke wurde in Dur-Oktav-, die zweitgrößte Glocke a1 in Septim- und die beiden kleinen h1- und d2-Glocken in Moll-Sext-Rippe gegossen; Eine noch größere d1-Glocke in Moll-Oktav-Rippe (V7) wurde aus Kostengründen nicht gegossen und erst später in Bronze ergänzt. Mit Unterstützung des Pfälzer Glockensachverständigen Theo Fehn wurden viele dieser Mischgeläute hergestellt.

#### Weitere Gießereien von Gussstahlglocken (Auswahl)
Neben dem Bochumer Verein haben noch folgende Unternehmen, die meisten davon in der Zwischenkriegszeit, Gussstahlglocken hergestellt:
- Böhler-Werke in Kapfenberg (Österreich) – auch mit unterschiedlichen Rippen
- Buderus in Wetzlar, Rippe von F. W. Rincker und Vertrieb später durch Humpert (Anfang der 1920er-Jahre)
- Jacob Holtzer & Cie in Unieux (Frankreich)
- Lokomo in Tampere (Finnland)
- Mitteldeutsche Stahlwerke A. G. Lauchhammer, Werk Torgau
- Schilling & Lattermann in Morgenröthe-Rautenkranz (hauptsächlich jedoch Eisenhartguss)
- Naylors, Vickers & Co in Sheffield (Großbritannien)
- H. Rüetschi AG in Aarau (Schweiz).

Bedingt durch teilweise unzureichende Klangqualität der Glocken – im Falle des Bochumer Vereins vor allem in den ersten Jahren nach dem Zweiten Weltkrieg – und die zu großen Dimensionen der Glocken, was mancherorts den Glockenturm stark belastete, sind viele dieser Stahlglocken in den vergangenen Jahren wieder durch Bronzeglocken ersetzt worden. Teilweise wird der Austausch auch mit der angeblich begrenzten Haltbarkeit begründet, was jedoch angesichts der grundlegenden Materialeigenschaften von Gussstahl und der nur oberflächlichen Rostschicht auf einer Fehleinschätzung beruht. Oft erfolgt auch eine Verwechslung mit Eisenhartguss.

### Eisenhartgussglocken

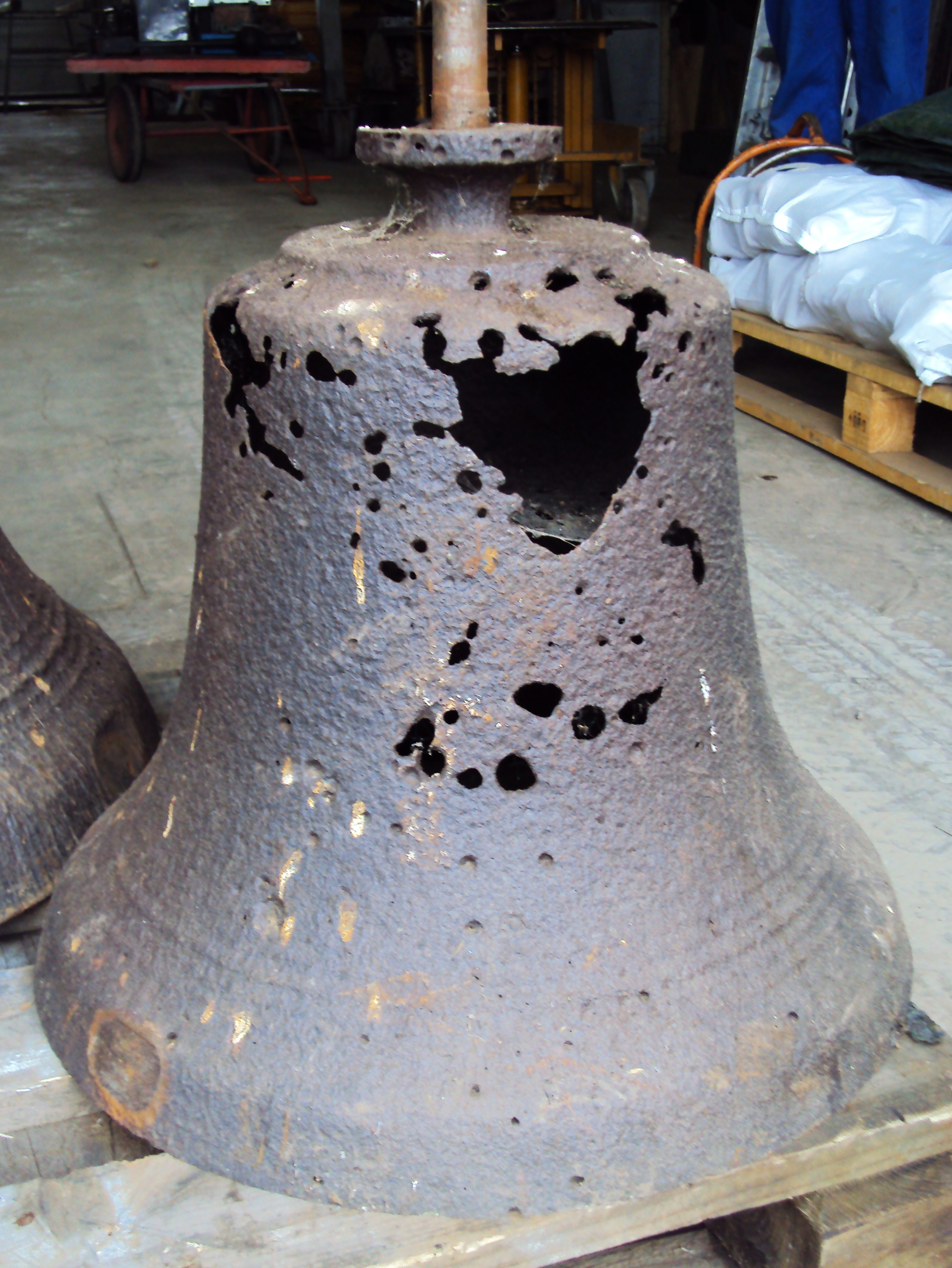
Durch Korrosion zerstörte Eisenglocke

Eisenhartgussglocken lassen sich einfacher herstellen als Stahlglocken. Sie enthalten einen vier Prozent hohen Kohlenstoffanteil. Durch die Materialeigenschaften ist der Klang im Vergleich zu Bronzeglocken matter und der Nachhall kürzer. Werden Eisenhartgussglocken mit den Proportionen einer tongleichen Bronzeglocke verglichen, so fallen Durchmesser und Gewicht zudem relativ hoch aus. Eisenhartgussglocken haben meistens keine Krone. Durch den hohen Kohlenstoffanteil rosten sie stark und von innen nach außen; der Zerfallsprozess ist nicht durch Lackieren der Glocke aufzuhalten.
Zudem schwächen bei diesen Glocken häufig vorhandene Lunker den Materialquerschnitt. In diesen Hohlräumen entstehender Rost dehnt sich aus und kann das sie umgebende Material sprengen. Infolgedessen und infolge des sehr spröden Materials sind diese Glocken von vergleichsweise kurzer Lebensdauer. Je nach Quelle schwanken die Angaben zwischen 70 und maximal 100 Jahren. Der Erhaltungszustand kann jedoch sehr unterschiedlich sein. Wegen der unsicheren Lebensdauer werden seit den 1990er Jahren viele dieser Glocken, vor allem in Ostdeutschland, gegen neue aus Bronze ausgetauscht.
Die bekanntesten Glockengießereien, die Eisenhartgussglocken herstellten, waren Schilling & Lattermann in Apolda und Morgenröthe-Rautenkranz (unter dem Produktnamen Klangstahl) sowie J. F. Weule aus Bockenem, beziehungsweise die mit der Glockengießerei Ulrich aus Apolda gegründete Firma Ulrich & Weule. Beide stellten ab 1918 Eisenhartgussglocken her, die preisgünstiger waren als Bronzeglocken. Während Ulrich & Weule-Glocken überwiegend an geraden Jochen schwingen, läuten Glocken von Schilling & Lattermann fast immer an gekröpften Jochen, was zu weiteren Klangeinbußen führt.
Die größte noch läutende Eisenglocke der Firma Schilling & Lattermann ist die Lutherglocke der Lutherkirche in Erfurt von 1927 (as0, 5470 kg), die der Firma Ulrich & Weule ist die Christ-König-Glocke (b0, 4500 kg) in St. Bonifatius zu Frankfurt-Sachsenhausen.

### Sonderbronzeglocken
Die Briloner Glockengießerei Albert Junker (vormals Glockengießerei Heinrich Humpert) begann ab 1930 mit dem Guss von Sonderbronzeglocken, die aus einer Zinn-freien Silizium-Legierung mit ca. 92 Prozent Kupfer bestehen. Nach dem Zweiten Weltkrieg bis zur Schließung der Gießerei 1955 wurden etwa 3000 Glocken aus Sonderbronze gegossen, die teils vom Klang her mit Bronzeglocken vergleichbar, teils von mangelhafter Qualität (kurzatmiger Nachklang) waren. Zu den besten Geläuten zählen das neunstimmige Großgeläut (1948, auf gis0) für die Stiftskirche zu Baden-Baden und das sechsstimmige Geläut (1954, auf cis1) der Pauluskirche in Ludwigshafen-Friesenheim.
Auch Rincker goss zwischen 1945 und 1949 einige hundert Kupfer-Silizium-Glocken.

### Euphonglocken
Euphonglocken sind aus einer ebenfalls zinnfreien Kupfer-Zink-Legierung hergestellt worden. Euphon war ein Ersatzstoff in der Nachkriegszeit. Die einzige Gießerei, die diese Glocken goss, war die Erdinger Glockengießerei von Carl Czudnochowsky. Die drei größten Euphonglocken sind die Hosanna (fis0, 5250 kg) der Erzabtei Sankt Ottilien, die Salvatorglocke (fis0, 5650 kg) der Pfarrkirche Maria Hilf in München-Au und die Festtagsglocke (f0, 6080 kg) der Pfarrkirche Heilig Kreuz in Lachen SZ (Schweiz).

### Weißbronzeglocken
Die Glockengießerei Benjamin Grüninger aus Neu-Ulm goss Weißbronzeglocken aus einer Aluminiumlegierung. Diese Glocken weisen wegen des extrem weichen Metalls eine sehr starke Abnutzung auf. Wegen des sehr geringen Nachhalls und des sehr trockenen, dumpfen Klangs wurden sie teils schon frühzeitig durch Bronzeglocken ersetzt.

### Zinkglocken
Glocken aus Zink wurden in den späten Kriegsjahren des Zweiten Weltkrieges aus einer Kupfer-Zink-Legierung hergestellt (Junker/Brilon und Petit & Gebr. Edelbrock/Gescher). Sie haben normalerweise keine Krone und sind im Resonanzverhalten äußerst matt, dumpf und kurzatmig. Ihre Masse beträgt zwischen 20 und 300 kg.

## Historische Glockenformen
Die Form einer Glocke (ohne Krone) wird durch ihren Querschnitt beschrieben; wegen ihrer Rotationssymmetrie reicht dazu die Angabe einer Querschnittshälfte, die man auch Rippe nennt. Die Rippenform ist ton- und klangbestimmend. Die Methode zur Berechnung und Konstruktion der Rippe, um bei einem geplanten Guss den gewünschten Ton zu erreichen, ist von Gießerei zu Gießerei verschieden und in der Regel ein in den jeweiligen Glockengießerfamilien weitergegebenes Betriebsgeheimnis.
Die gotische Dreiklang-Rippe ist die verbreitetste Form. Bis dahin war aber ein weiter Weg. Viele mittelalterliche Glocken hatten keinen ausgeprägten unteren Teil, Wolm genannt, sondern die Form eines Bienenkorbes. Solche Bienenkorbglocken sind auch heute noch erhalten. Die im Jahr 1038 in dünner Bienenkorb-Rippe gegossene Lullusglocke in der Stiftsruine Bad Hersfeld ist die älteste datierte und gegossene Glocke Deutschlands. Die größte Bienenkorbglocke ist die 3600 kg schwere Kunigundenglocke (Nominal/Schlagton: um cis1) im Bamberger Dom. Die meisten Glocken dieser Art waren aber kleiner, bis etwa 120 kg. Im 12. Jahrhundert entwickelte sich die Zuckerhut-Rippe. Der obere Teil der Glocke, Flanke genannt, ist dabei relativ schlank, während der Wolm weit auslädt. Einige Exemplare dieses Glockentyps sind noch vorhanden. Im Konstanzer Münster hängt das Totenglöckchen, das um 1200 gegossen wurde. Es erklingt in cis3, bei einem Durchmesser von 55 cm. In der Bergkapelle in Büsingen hängt auch eine Zuckerhutglocke. Das wohl klangschönste Exemplar ist das Totenglöckchen im Überlinger Münster. Es wiegt 90 kg, hat 56 cm Durchmesser und den Ton c3.
Um das Jahr 1200 entwickelte sich die gotische Dreiklang-Rippe, bei der der Durchmesser im oberen Teil wieder weiter ist als bei der Zuckerhut-Rippe. Jene zeigte erstmals das bis heute übliche Klangbild und ist Vorbild für heutige Rippenformen. Auch die spätere französische Rippe und die Barockrippe fanden eine große Verbreitung.

## Glockenteile

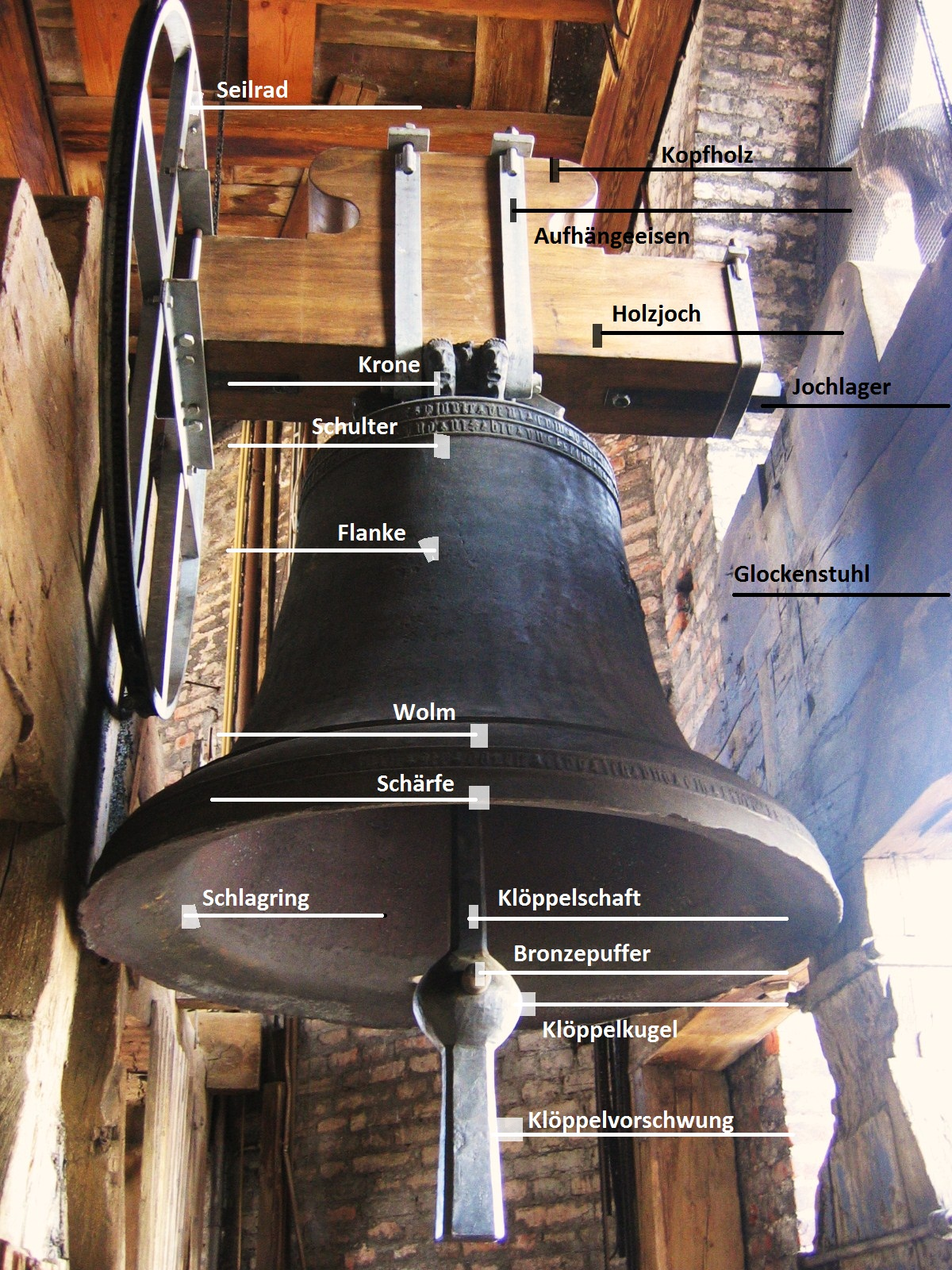
Benennung der Glockenteile

### Körper
Der Körper der Glocke umfasst drei formgebende Hauptteile.
1. Schlagring (kurz auch Schlag genannt), das ist weit unten am Körper der dickste Teil der Glocke, an den der Klöppel anschlägt; der äußerste Rand der Glocke ist die Schärfe; der Schärfendurchmesser ist die zumeist größte Abmessung der Glocke; die Öffnung selbst heißt Glockenmund.
2. Mantel (aufgrund seiner nach innen gewölbten Form auch Schweifung genannt), der über dem Schlag mit dem so genannten Wolm (Kranz) beginnt, in die steilere Flanke übergeht und an der Schulter endet.
3. Haube, die aus einer Wölbung (Hals oder Unterplatte) und der ebenen Platte (auch Oberplatte oder Kronenplatte genannt) besteht.

Auf der Platte sitzt ferner die Krone. Sie besteht manchmal aus einem Mittelbogen, an den sich mehrere (zumeist sechs) Henkel anlehnen können; Kronenhenkel können auch radial angeordnet sein. Die Krone der Glocke wird durch starke eiserne Bänder mit dem Glockenjoch verbunden.

### Joch
Das Joch, mit dem sich die Glocke in Bewegung setzt, kann gerade, leicht gekröpft bis zur Platte, moderat gekröpft bis zum Haubenansatz oder stark gekröpft fast bis zum Schwerpunkt der Glocke ausgelegt sein. Am Joch ist ein Hebel oder ein Läuterad zur Kraftübertragung montiert.

### Klöppel

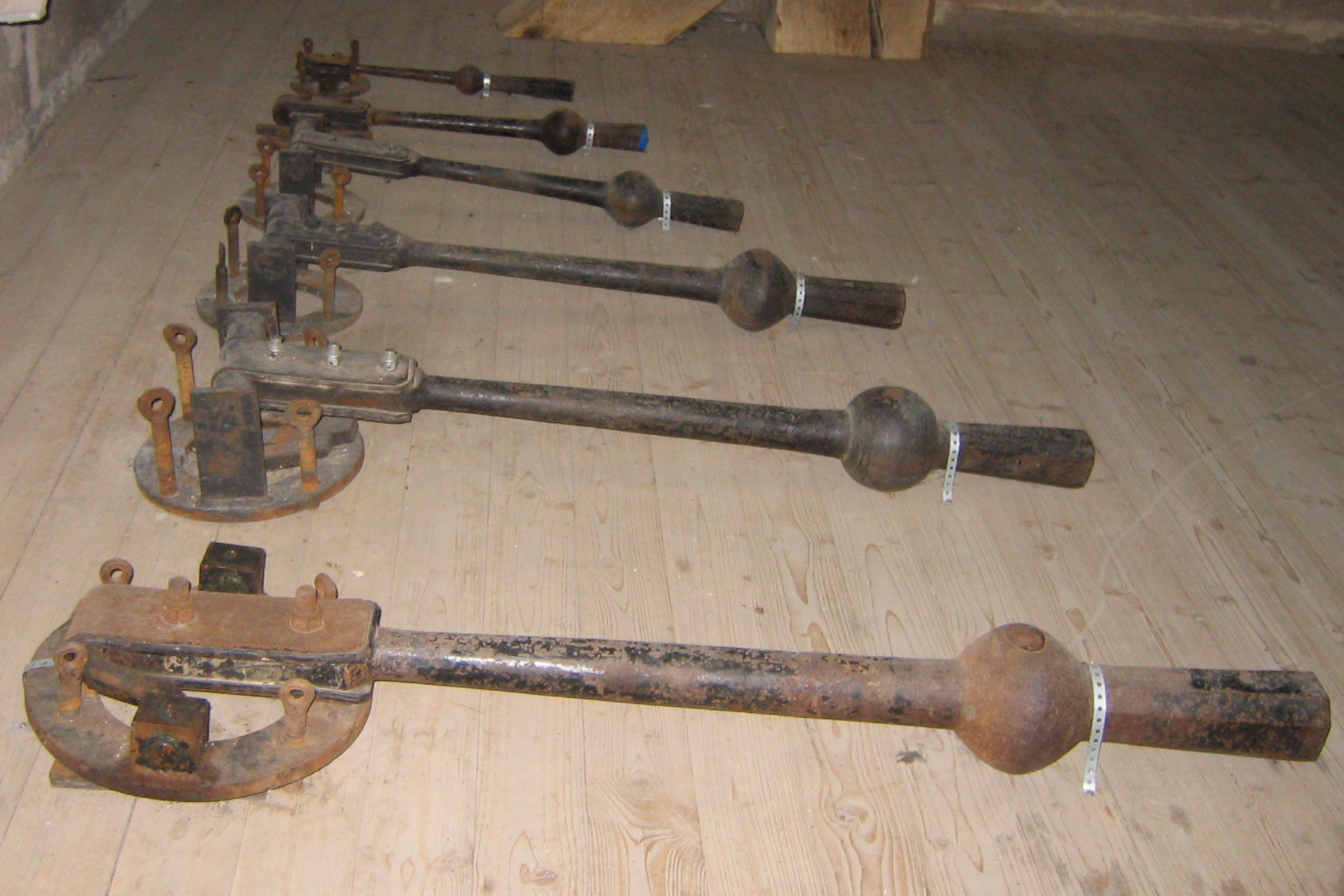
Glockenklöppel im Münster St. Georg zu Dinkelsbühl

Der Klöppel besteht aus dem flachen Blatt, an dem er aufgehängt wird, dem langen Schaft, dem Ballen (auch Kugel genannt, jedoch mitunter etwas dicker als hoch) und dem Vorhang (auch Schwungzapfen oder Vorschwung genannt). Die genaue Abstimmung des Klöppels sowie ein angemessenes Verhältnis von Klöppelgewicht zu Glockengewicht spielen eine wichtige Rolle für die Qualität des Klanges und für die Haltbarkeit der Glocke.
Die Größe des Ballens (in der Regel gelten 5⁄3 der Schlagringstärke als angemessen) hat Einfluss auf das Klangverhältnis von Prinzipal- zu Mixturtönen, weil die Berührungsdauer des Klöppels an der Glocke von der Masse des Ballens abhängig ist. 
Der idealisierte Klöppel hängt an einer hauchdünnen Schnur, womit der Schwerpunkt genau in der Mitte des Ballens läge. Da in der Realität ein Schaft, der den Schwerpunkt des Klöppels in Richtung Aufhängung verlagert, notwendig ist, wird der Vorhang zum Ausgleich angebracht. Der Schwerpunkt des Klöppels liegt meist am oberen Rand des Ballens, die Anschlagstelle muss genau die dickste Stelle des Schlagringes sein, damit die Biegespannungen minimiert werden. Auch die Dimensionen des Vorhangs beeinflussen den Klang.
Der Klöppel wird aus weichem Eisen hergestellt, beispielsweise aus ungehärtetem Einsatzstahl C15. Durch zu hartes Material wird die Glocke durch Schwächung des Schlagrings an der Anschlagstelle langfristig geschädigt. Daher muss die Härte eines Klöppels geringer sein als die Härte der Glocke. Ein Klöppel kann an den Anschlagstellen eingelassene und aus dem Klöppel vorstehende Bronzepuffer aufweisen.

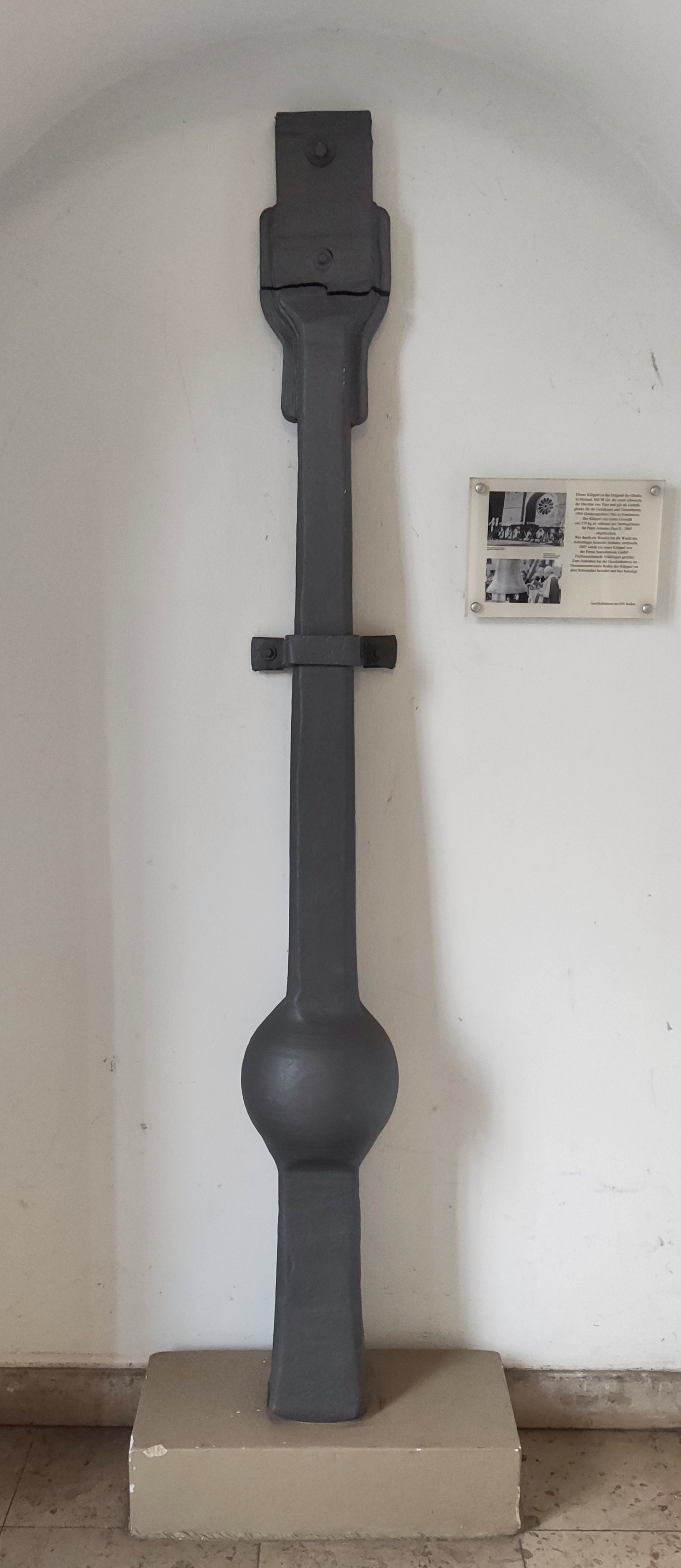
Dieser Klöppel aus Maria Himmelfahrt in Roden mit einer Masse von 274 kg ist im Jahr 2005 während des Sterbegeläuts für Papst Johannes Paul II. abgebrochen. Wie durch ein Wunder hat die Wucht des Aufschlages keinerlei Schäden verursacht.

Der Klöppel wird mit einer mehrlagigen Lederschlaufe an der Klöppelachse oder am Hangeisen aufgehängt, und zwar so, dass er genau im rechten Winkel zum Joch schwingt. Der Anschlagpunkt des Klöppels an den Schlagring sollte mit dem Stoßmittelpunkt des Klöppels zusammenfallen, um eine Beschädigung der Aufhängung zu vermeiden.
Die Eigenschwingung des Klöppels ist gegenüber der Schwingung der Glocke akustisch vernachlässigbar. Man kann (auch bei intensiven und häufigen Materialuntersuchungen) nicht vorhersagen, wann ein Klöppel bricht. Im Bonner Münster brach am 25. Dezember 2014 der Klöppel der größten Glocke; in der Silvesternacht 2006 war er bereits ebenfalls gebrochen.
Joch und Klöppel werden unter dem Begriff  Glockenarmatur zusammengefasst.
 Klöppelfänger 
Klöppelfänger werden in der europäischen Alpenregion, vorwiegend in Salzburg, Vorarlberg, Tirol, Südtirol und Kärnten verwendet. Ein Geläut mit Klöppelfängern ist erkennbar durch ein plötzlich einsetzendes Erklingen, ohne An- und Abläutephase.

## Aufhängung

### Glockengeschoss
Kirchenglocken und insbesondere größere Glockenanlagen werden vor allem in Mittel- und Nordeuropa meist in einer Glockenstube, besser Glockenkammer, auf dem Glockenturm untergebracht. Das Glockengeschoss ist oft das oberste Vollgeschoss des Turms, aber oberhalb kann noch ein Geschoss für den Türmer liegen. Die Glockenstube oder Glockenkammer ist ein geschlossener Raum, der neben den Glocken gegebenenfalls auch die Läutemaschinen, Schlagwerke und den Glockenstuhl enthält. Da die Pendelschwingungen das Mauerwerk belasten, kann der Glockenstuhl unten schon auf den Fundamenten des Turms beginnen. Werden die Glocken per Seil von Hand geläutet, laufen die Glockenseile in der Regel durch den Boden der Glockenstube in tiefere Etagen des Glockenturms, um sie für den Glöckner leichter zugänglich zu machen und ihn vor dem hohen Lärmpegel zu schützen.
Die Glockenstube verfügt in den Außenwänden über Schallfenster oder Klangarkaden, auch Schallluken genannt, die der Schallausbreitung hinaus in den öffentlichen Raum dienen und diese durch Größe und Anordnung beeinflussen. Die Schallfenster sind in der Regel mit schräg nach unten gestellten Jalousien aus Holz verschlossen. Diese werden Schallläden genannt und haben für den Glockenschall eine gewisse Richtwirkung. Darüber hinaus dienen sie dem Witterungsschutz sowie dem Unfallschutz im Falle eines Klöppelabrisses an der Glocke.

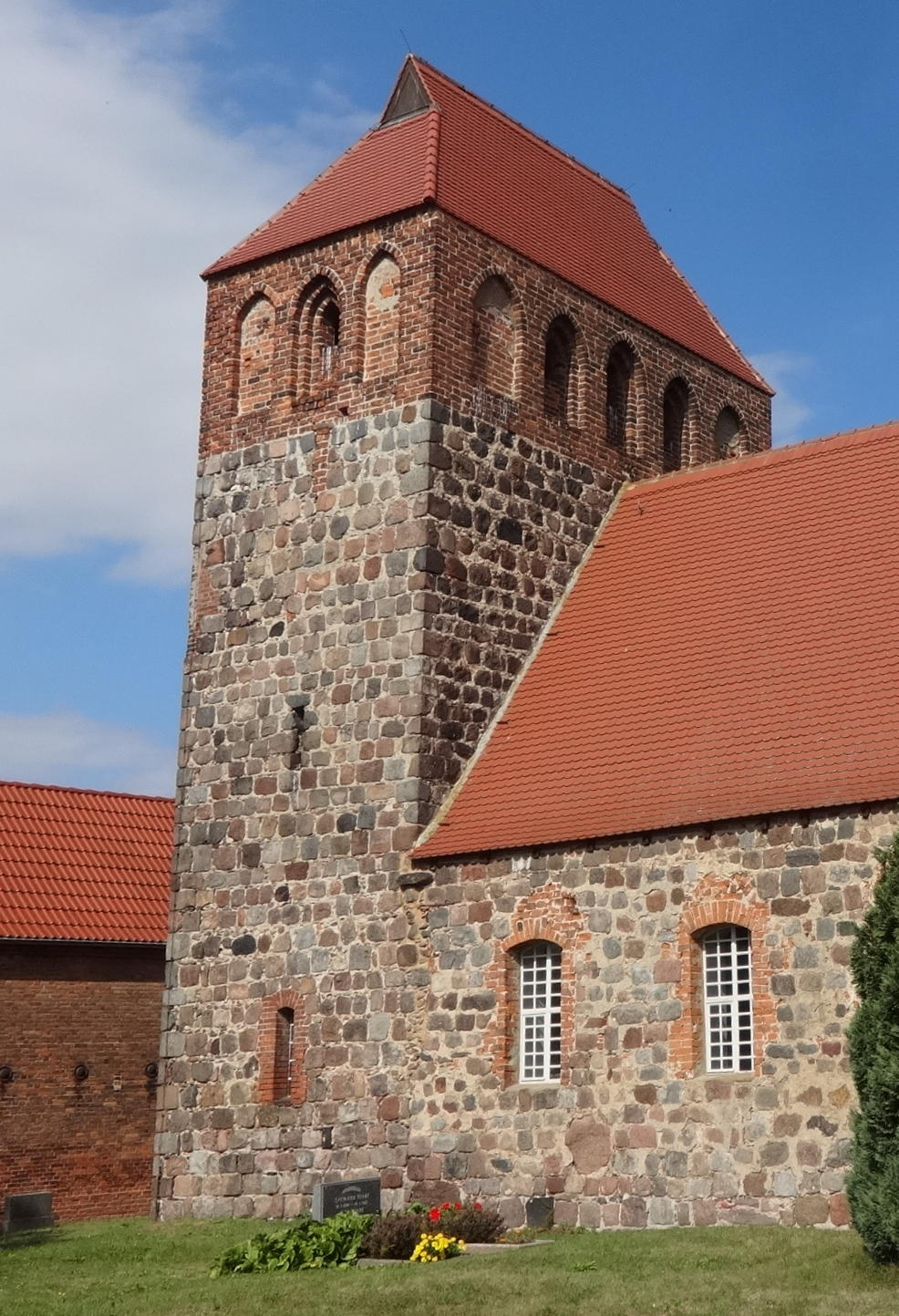
Dorfkirche in Werder, zu Jüterbog, Feldsteinturm mit Glockengeschoss aus Backstein
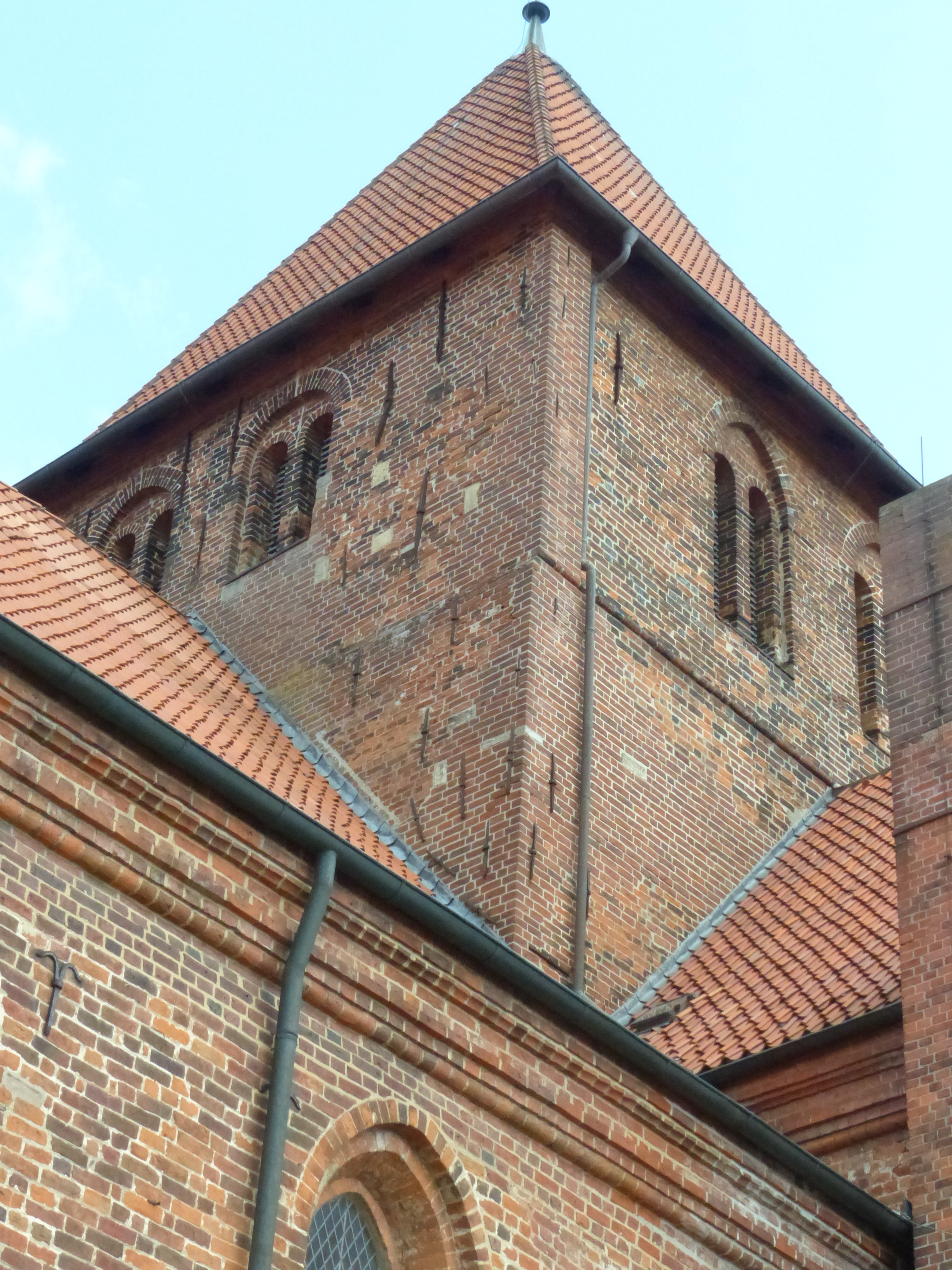
Glockengeschoss im Vierungsturm der Stiftskirche Bassum
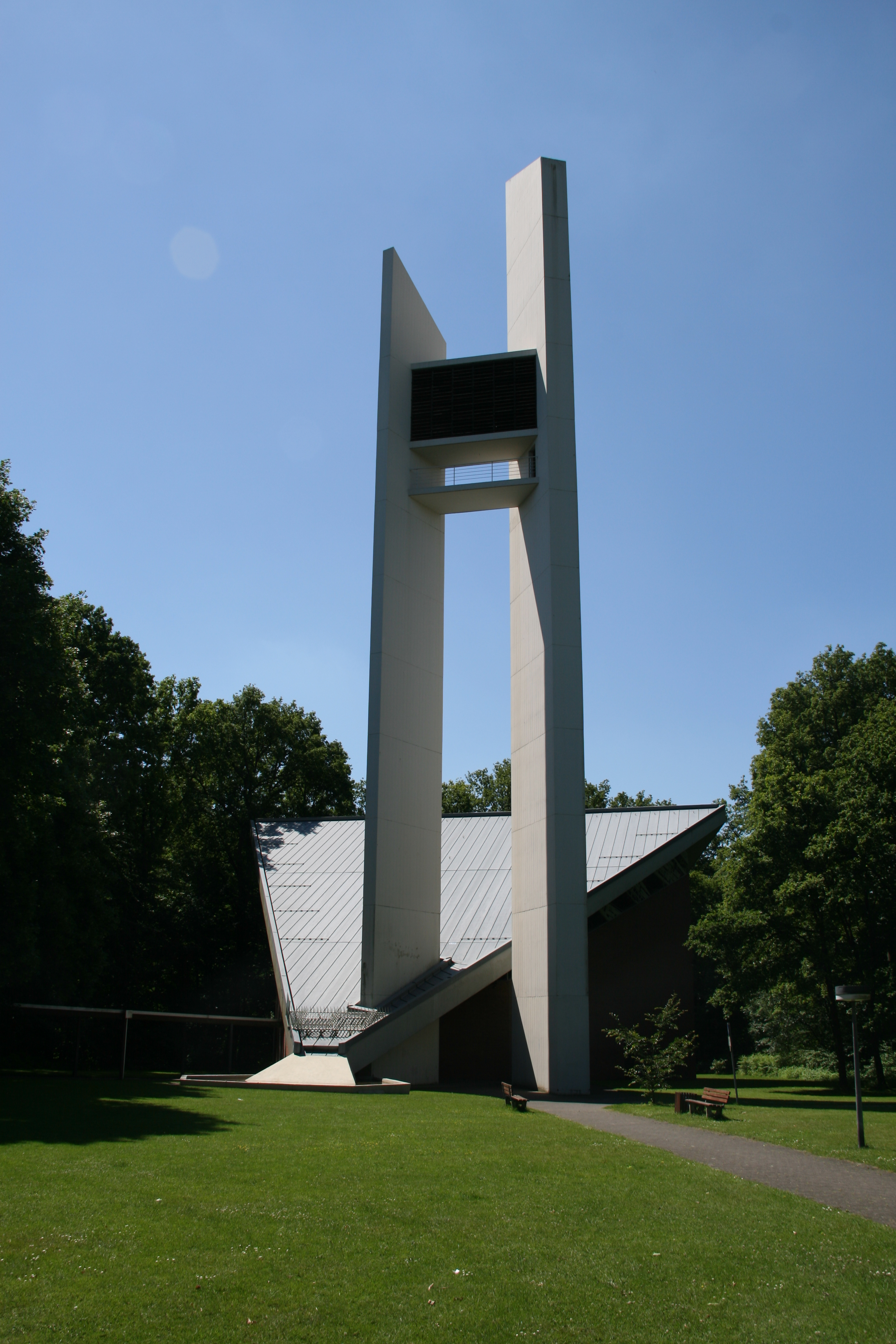
Jesus-Christus-Kirche, 1966,[27] Bielefeld-Sennestadt, Turm aus Pylonen und Glockenkammer

### Glockenstuhl
Wenn die Belastbarkeit der umgebenden Gebäudeteile es zulässt, werden vor allem kleinere und einzelne Glocken direkt an benachbarten Bauwerksteilen, wie dem Balkenwerk von Dachstühlen oder Dachreitern, oder dem Mauerwerk von Wänden oder Fensterlaibungen befestigt. Größere Glocken und Glockenanlagen benötigen dagegen ein eigenes Tragwerk als Glockenstuhl, der die erheblichen dynamischen und statischen Kräfte der läutenden Glocken aufnimmt und für das Bauwerk unschädlich ableitet. Traditionell werden Glockenstühle als schwere Holzbalkenkonstruktion errichtet. Vor allem in der ersten Hälfte des 20. Jahrhunderts entstanden häufig auch Stahlglockenstühle. Wegen der ungünstigeren Schwingungseigenschaften und der Dauerhaftigkeit in Bezug auf Korrosion und Ermüdungsfestigkeit ist man jedoch weitgehend wieder zur Holzbauweise zurückgekehrt.

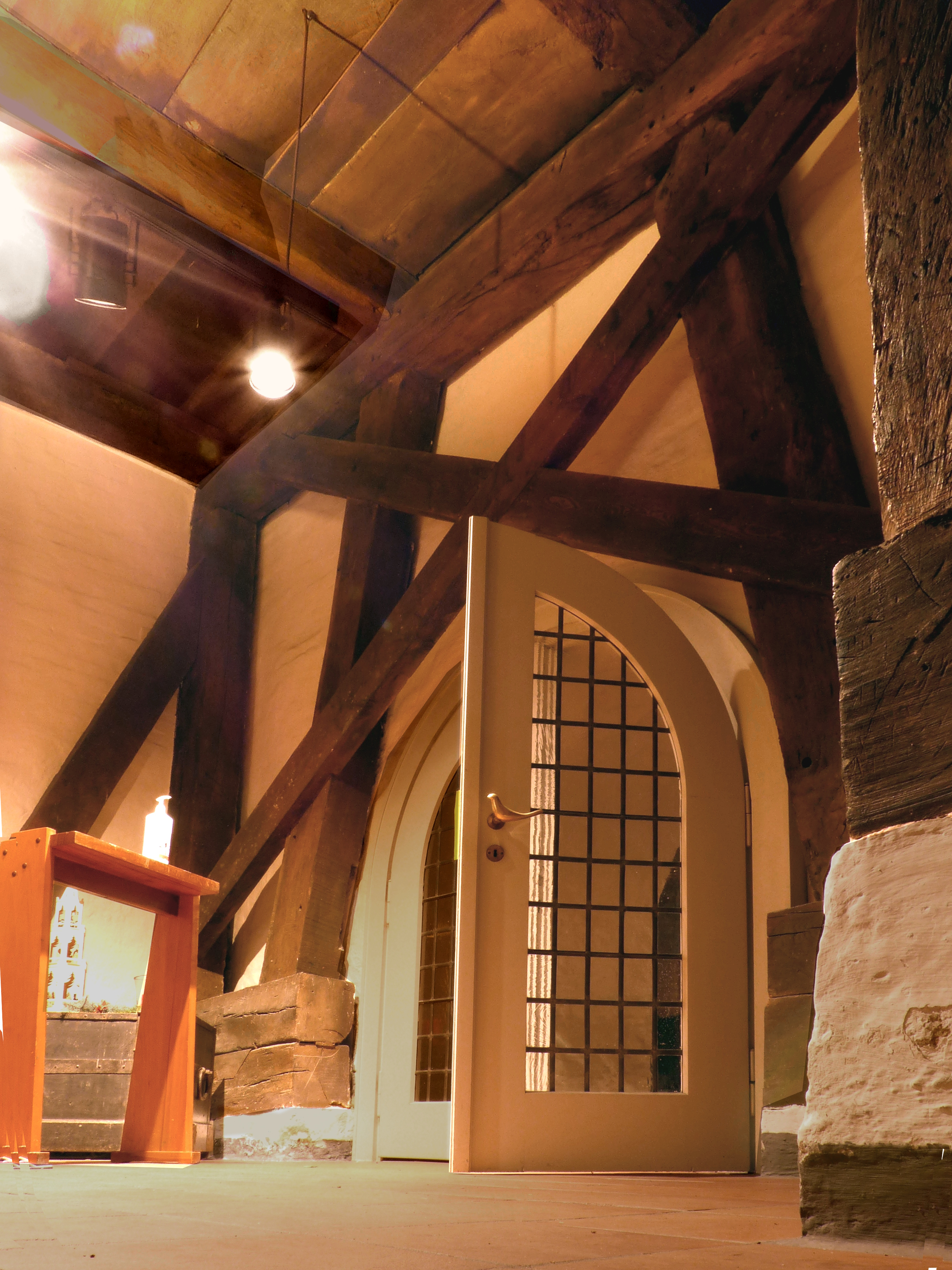
Füße des Glockenstuhls im Erdgeschoss des …
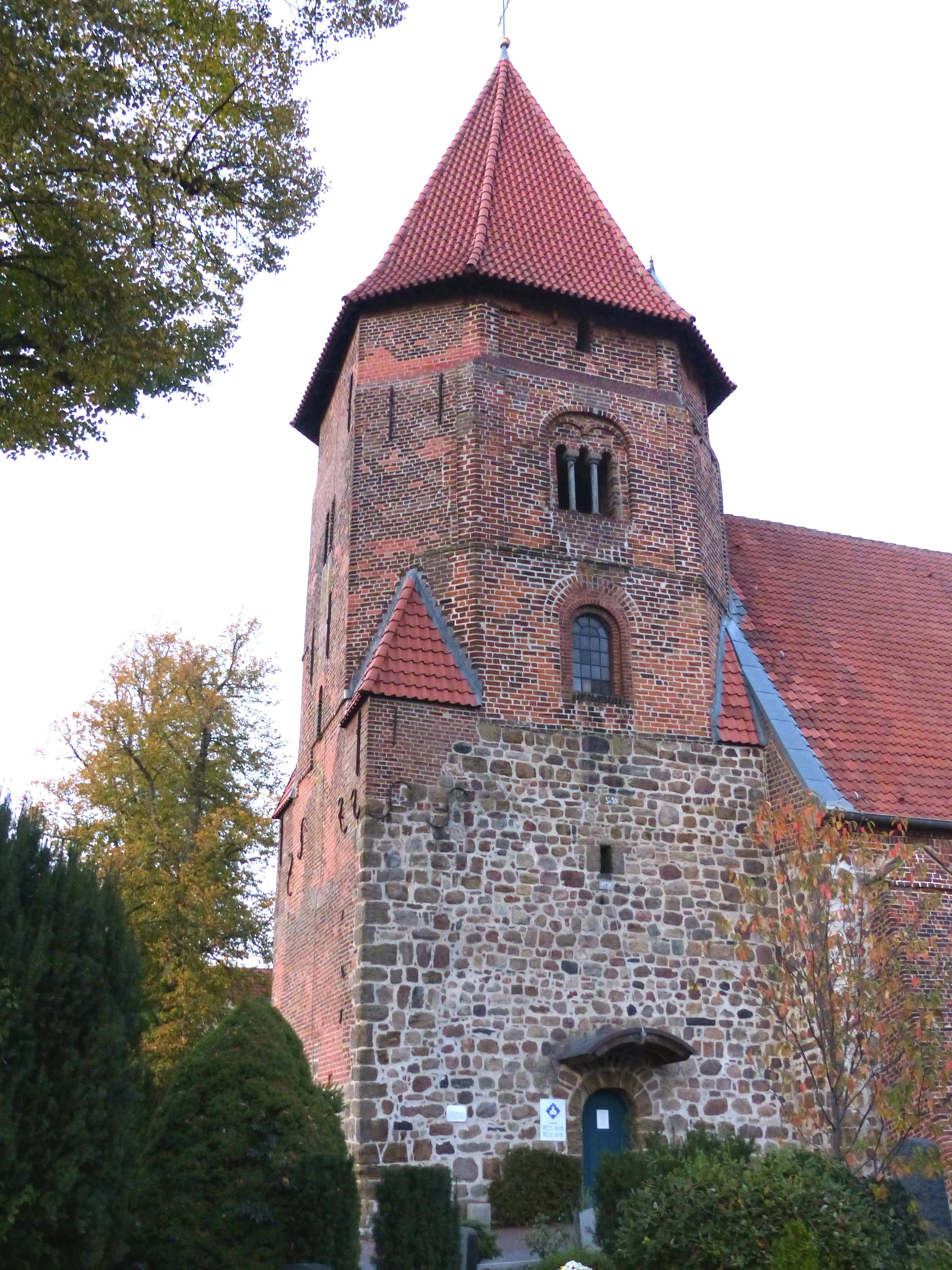
Turms der Laurentiuskirche in Achim, Landkreis Verden
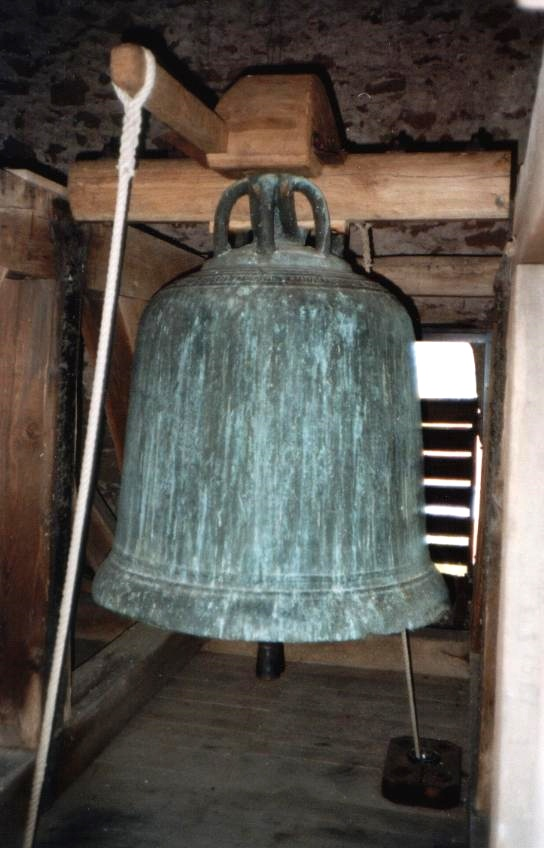
Lullusglocke von 1038, Stiftsruine Bad Hersfeld traditionelle Aufhängung, Seilzug
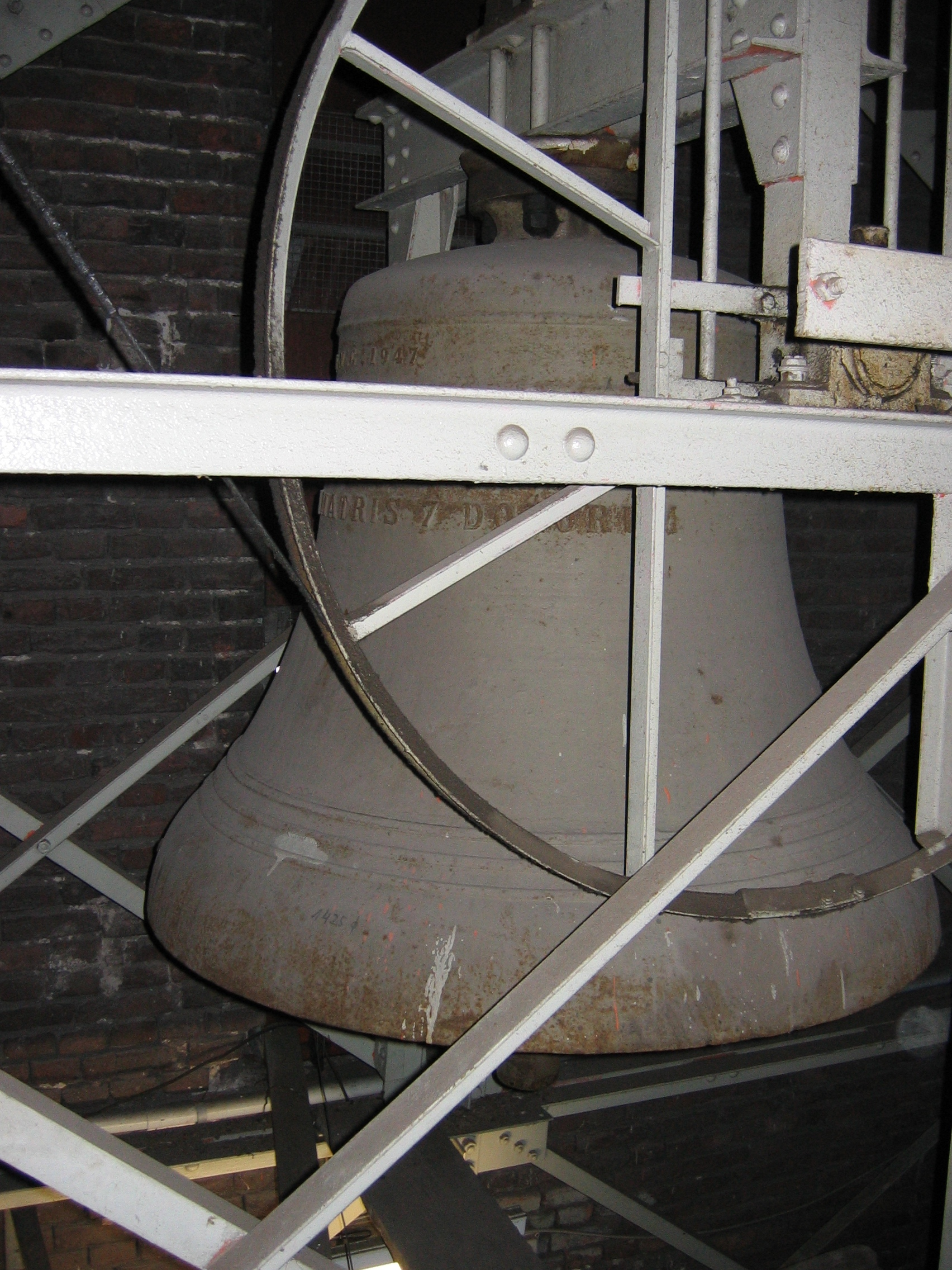
St. Maternus, Köln-Rodenkirchen, Gekröpfte Aufhängung einer Gussstahlglocke

### Glockenjoch

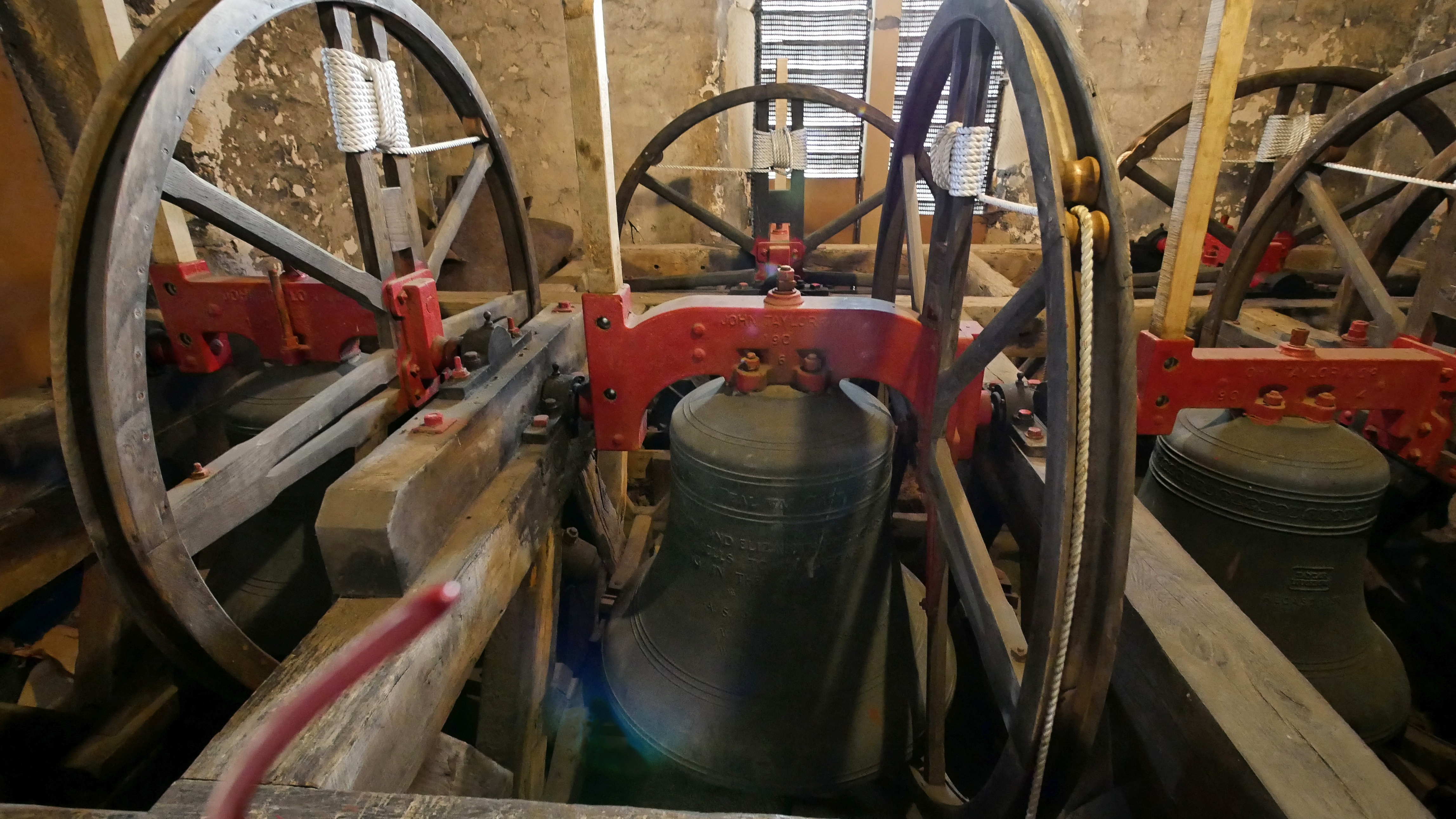
Typische Aufhängung in englischen Kirchen mit um 360° schwenkbaren Glocken

→ Bilder dazu unter:  Commons: Glockenjoch
Schwingend geläutete Glocken benötigen eine Drehachse, die durch das sogenannte Glockenjoch gebildet wird. In der Regel besteht das Joch aus einem waagerechten Eichenbalken mit stählernen Lagerzapfen an den Enden, die in Lagern am Glockenstuhl laufen. Die Glocke wird an ihrer Krone mit das Joch umgreifenden Stahlbeschlägen unter die Unterseite des Jochs gehängt und verschraubt. Meist ist das Joch zur Steigerung seiner Tragfähigkeit auf der Oberseite mit einem Oberstück aufgedoppelt, einem weiteren Balkenteil meist etwa gleicher Stärke wie das eigentliche Joch. In südeuropäischen Länder sind auch sehr viel stärkere Oberstücke üblich, die dann durch ihre erhebliche Masse auch eine Schwerpunktsverschiebung und Erhöhung des Trägheitsmomentes bewirken.
Neben Glockenjochen aus Eiche wurden vor allem in der ersten Hälfte des 20. Jahrhunderts auch Joche in Stahlbauweise hergestellt. Ähnlich wie bei den Glockenstühlen ist man jedoch auch hier bei Sanierungen und Neubauten wegen der schlechteren Schwingungseigenschaften und geringeren Ermüdungsfestigkeit des Stahls wieder fast vollständig zum Eichenholz zurückgekehrt.
 Gekröpftes Joch 
Im Normalfall ist das Joch ein gerader gestreckter Balken, dessen Drehachse in der Nähe seiner Unterfläche und damit knapp über der Oberkante der Glockenkrone liegt. Die dynamischen Kräfte einer großen schwingende Glocken bewirken nicht nur ungefähr eine Verdopplung der senkrecht wirkenden statischen Gewichtskraft, sondern bringen zusätzlich Horizontalkräfte in den Glockenstuhl und das tragende Bauwerk ein. Um Schäden durch die erheblichen Wechselbelastungen zu vermeiden, kann ein hutförmig gekröpftes Joch eingesetzt werden. Dies umgreift die Glocke, so dass die Schwingungsachse näher an ihrem Schwerpunkt liegt. Wegen der damit verbundenen Verkürzung des physikalischen Pendels schlägt dann die Glocke je Minute häufiger an. Eine sehr starke Kröpfung hingegen verlangsamt das Schwingen der Glocke, da dann die Wirkung des Trägheitsmomentes die der Pendelverkürzung überwiegt.
Neben der gewünschten Entlastung der tragenden Konstruktion treten bei gekröpften Jochen aber auch Nachteile auf: Der Dopplereffekt wird verringert und das Läuten wirkt weniger lebendig. Weil die Schwingungsachse der Glocke näher an die des Klöppels heranrückt oder gar mit dieser zusammenfällt, wird dieser nicht mehr zu eigenen Schwingungen angeregt. Er wird vom „fliegenden“ zum „fallenden“ Klöppel (auch Fallklöppel), der nicht an der Oberseite der Glocke anschlägt, sondern jeweils auf deren Unterseite fällt und den Klang dämpft. Durch eine Verlängerung der Klöppelgabel kann man die Klöppelachse nach unten verlagern und dies wieder ausgleichen. Dabei wird der Klöppel allerdings kürzer und seine Pendelfrequenz muss durch ein zusätzliches Obergewicht über seiner Pendelachse verlangsamt werden, um wieder einen fliegenden Klöppel zu erreichen. Allerdings wird dadurch das Trägheitsmoment des Klöppels größer, so dass die Berührungsdauer beim Anschlag an die Glocke zunimmt und deren Klang obertöniger wird.
Gekröpfte Joche wurden vor allem auch bei Eisenhartgussglocken eingesetzt, die durch den Krieg verlorene Bronzeglocken ersetzen sollten. Da Eisenhartgussglocken bei gleicher Tonhöhe größer als die Bronzeausführung sind, sollte die höhere Belastung des vorhandenen Glockenstuhls und Glockenturms durch die Kröpfung vermieden werden.

## Läuten

### Manuelle und automatische Bedienung
Per Hand wird eine Glocke über ein am Joch befestigtes Seilrad oder einen Seilhebel geläutet. Gelegentlich wurde am Joch statt des Seilrades oder -hebels ein querliegendes Brett befestigt, das durch Fußtritte einer über der Glocke stehenden Person in Gang gehalten wurde. Zu sehen ist dies noch an den historischen Glocken in der Neuwerkkirche in Goslar, der Betglocke der Lemgoer Nicolaikirche, an der Tuba Dei aus dem Jahr 1500 (Toruń, Johanneskirche) und an dem Emmanuel (Paris, Notre-Dame).
Das im angelsächsischen Kulturraum verbreitete Wechselläuten (auch Permutationsläuten oder Variationsläuten, englisch change ringing) ist eine besondere Kunstform des manuellen Glockenläutens, bei der die Abfolge des Erklingens der Glocken bei jedem Durchgang („Wechsel“) variiert wird.
Das erste bekannte motorisch angetriebene Geläut wurde im Jahr 1898 vom Bochumer Verein in der Georgenkirche (Berlin-Mitte) realisiert, etwa 1908 wurde der gemeinsame Antrieb der Glocken durch einzelne Antriebe ersetzt. Es kamen auch Schaltwerke hinzu, die das Läuten einzelner Glocken oder von Glockengruppen ermöglichten. Abgezählte Glockenschläge werden dagegen mit einem sogenannten „Schlagwerk“ erzeugt, bei dem die Glocke mit einem Hammer angeschlagen wird. Die meisten Glocken werden motorisch geläutet. Die Läutemaschine ist der Antrieb der Glocke. Ein Elektromotor mit elektronischer oder elektromechanischer Steuerung bringt über einen Ketten- oder Riemenantrieb und das am Glockenjoch befestigte Seilrad die Glocke zum Schwingen. Im Bereich der Ruhelage der Glocke wird der Motor abwechselnd in die eine oder andere Drehrichtung kurz eingeschaltet, wodurch sich die Glocke nach und nach bis zum gewünschten Läutewinkel aufschaukelt. Seit neuerer Zeit werden für den Glockenantrieb auch Linearmotoren benutzt, die eine kontakt- und geräuschlose Verbindung zwischen den kraftübertragenden Elementen ermöglichen. Diese Bauart ist zudem auch bei beengten Platzverhältnissen geeigneter.

### Weitere technische Daten
Die Frequenz der Anschläge (gemessen in Anschläge je Minute) ist von der Masse der Glocke und des Joches, deren Schwerpunkt, dessen Abstand zur Lagerachse und dem Läutewinkel abhängig. Schäden an Glockentürmen werden mitunter durch Resonanzen hervorgerufen, die sich aus der Nähe der Läutefrequenz einer Glocke zur Eigenfrequenz des Turmes ergeben und die zu Turmschwankungen von mehreren Millimetern führen. Oft wird in solchen Fällen das Joch mit zusätzlichem Gewicht versehen (man spricht dann von einem „überschweren“ Joch), um die Glocke zu verlangsamen.
Glocke und Klöppel bilden ein Doppelpendel. Das Läuten muss daher auch für den korrekten Anschlag des Klöppels eingerichtet werden. Das ist aus folgendem Grund nicht sehr kritisch: Je später der Klöppel nach der Umkehr der Glocke an deren Schlagring (dickste Stelle der Glocke) stößt, desto mehr Energie übernimmt er dabei. Ist das mehr als der Energieverlust beim Stoß, so bewegt sich der Klöppel schneller auf die Gegenseite und nimmt dort wieder weniger Energie auf. Damit diese Rückkopplung funktioniert, muss die natürliche (stoßfreie) Pendelfrequenz des Klöppels etwas geringer sein als die der Glocke, sodass die Phase der Glockenschwingung jene des Klöppels vor sich her treibt. Sind die Frequenzen zu verschieden, dann übernimmt der Klöppel zu Beginn zu wenig Energie aus dem Schwingen der Glocke, so dass diese heftig schwingen muss, um überhaupt einen ersten Schlag zu tun. Im Fall zu kleiner Differenzfrequenz schwingt der Klöppel phasengleich zur Glocke und die Glocke bleibt stumm.

### Schlagglocke

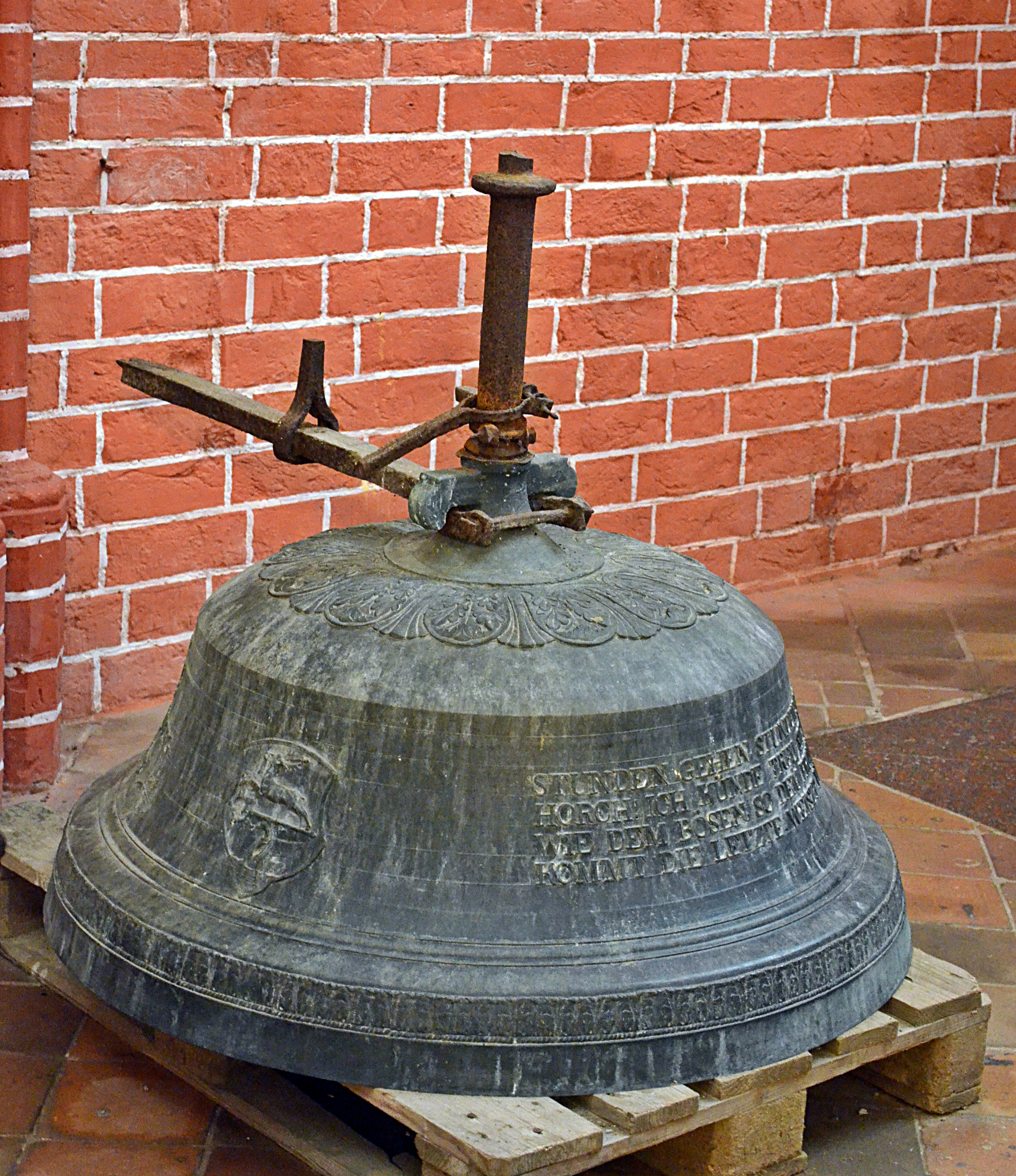
Typische Schlagglocke von 1831 aus dem Doberaner Münster

Starr aufgehängte Glocken, die durch einen Hammer von außen an den Schlagring angeschlagen werden, heißen Schlagglocken und sind oft in einer „verkürzten“ Rippe gegossen worden. Solche Glocken dienen häufig dem Uhrschlag oder finden ihre Verwendung in Carillons (Glockenspielen). Eine besondere Läuteart ist das Beiern (vgl. Läuteordnung). Hierbei werden nur die Läuteglocken rhythmisch, dynamisch und melodisch verschieden angeschlagen.
In Italien werden Glocken seltener freischwingend geläutet. Die Glocken werden manchmal von Hand durch den Klöppel am Schlagring angeschlagen. Diese Funktion übernimmt meist ein standardisiertes Schlagwerk. Über elektrische Impulse wird die Glocke durch einen rund geformten Schlaghammer motorisch zum Erklingen gebracht. Die Schlagfrequenz und die regelmäßige Schlagfolge sind zuweilen frei wählbar. Diese ländertypische Besonderheit sorgt für eine schonende Art, die Glocke in unterschiedlichen Rhythmen mannigfaltig erklingen zu lassen. Zudem wird dabei der Turm und die Aufhängevorrichtung statisch geschont, da die beim Schwingen auftretenden Kräfte bei dieser Einrichtung völlig fehlen. Dafür fehlt der als angenehm empfundene, leicht auftretende Doppler-Effekt und die Glocken klingen so tendenziell etwas starrer.
In Griechenland werden meist Seile an den Klöppeln befestigt, um damit den Klöppel der starr aufgehängten Glocke am Schlagring anschlagen zu können. Zuweilen wird auch zusätzlich ein elektrischer Apparat verbaut, der das Anschlagen der Glocke ermöglicht. Diese oben genannten Anschlagsvorrichtung ist auch nicht vergleichbar mit der eines Glockenspiels oder eines Carillons. 

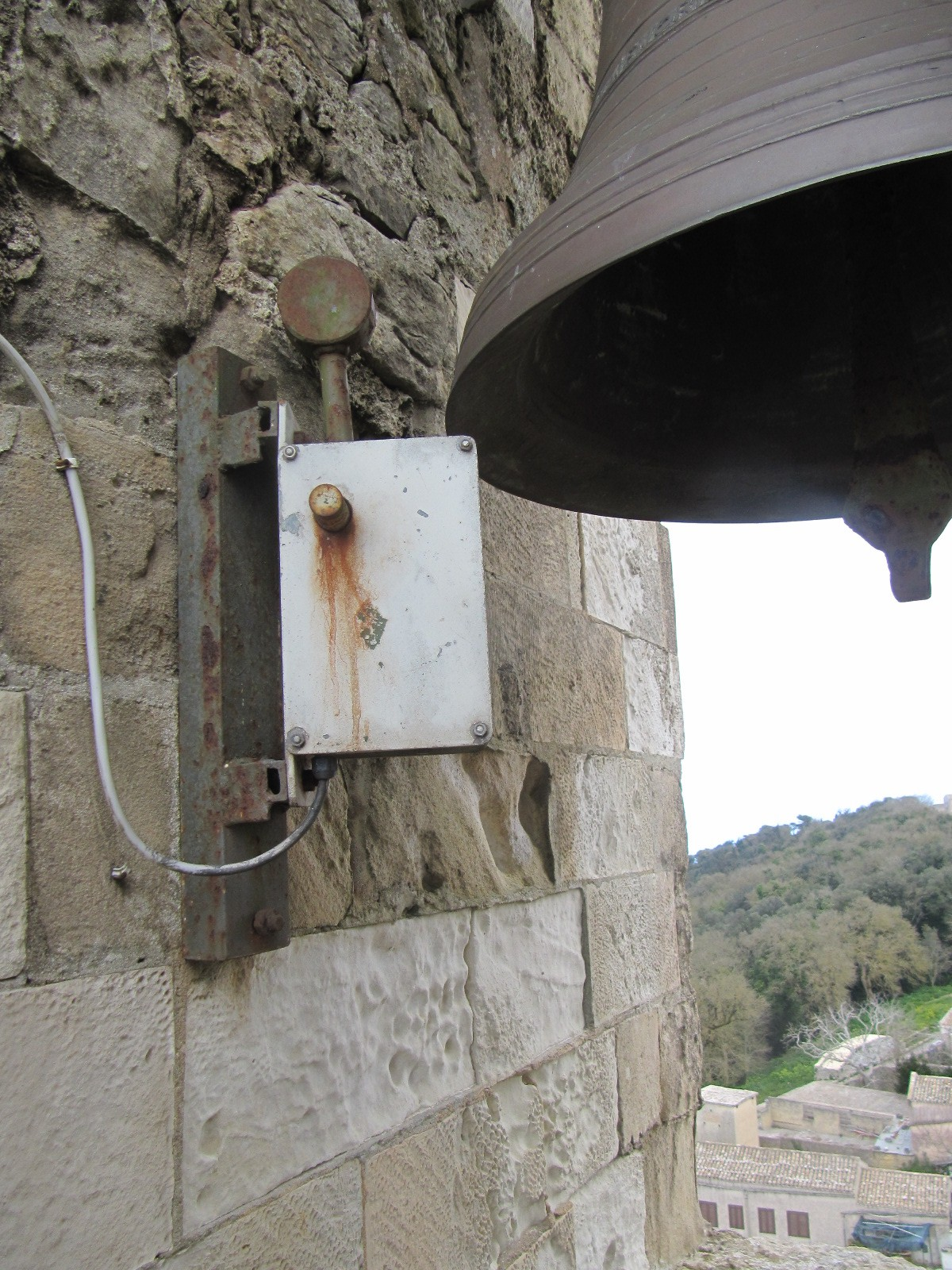
Typisches Italienisches Schlagwerk
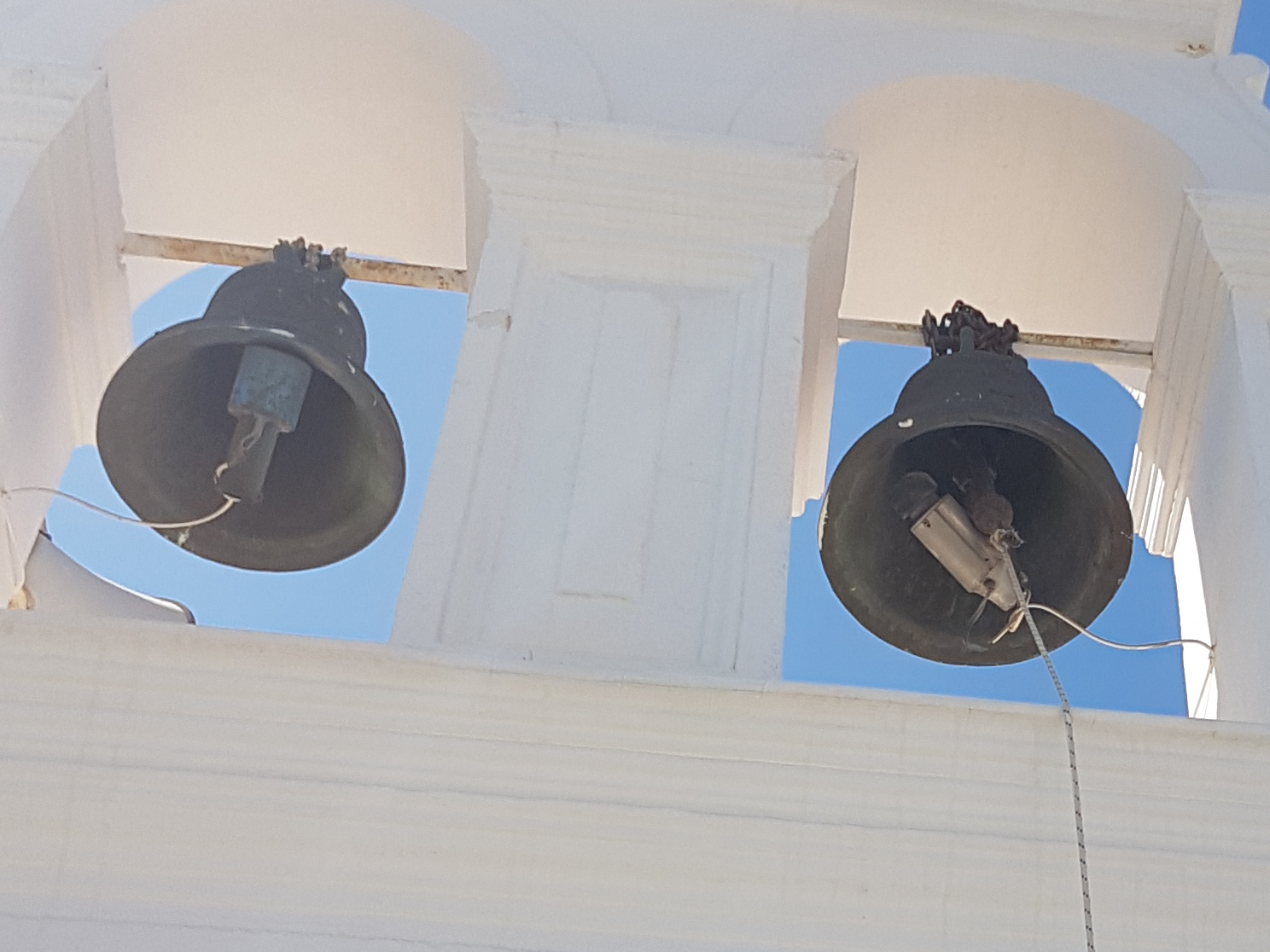
Glocken der Kirche von Kamilari. Die starr montierten Glocken können wahlweise von Hand über ein Seil, oder mit einem elektrischen Apparat zum Klingen gebracht werden.

## Klangverhalten

Entlang des Umfangs treten stehende Wellen mit ganzzahligem Verhältnis Umfang/Wellenlänge auf. Es gibt mehrere Eigenfrequenzen.

Glocken haben einen charakteristischen Klang. Weil Glocken mit verlorener Form gegossen werden, ist jede Glocke ein Unikat und hat einen individuellen Klang. Der Klang einer Glocke ist hauptsächlich von ihrer geometrischen Form – ihrer Rippe – und von der Metalllegierung abhängig. Er besteht aus einer Anzahl von Teiltönen und meist einem Schlagton. Die Teiltöne sind reale Töne und physikalisch messbar, der Schlagton ist ein virtueller Ton und nicht direkt messbar. Er stellt als Residualton ein psychoakustisches Phänomen dar, entsteht also im Gehirn.
Der Schlagton bewirkt die subjektiv empfundene Tonhöhe einer Glocke und ist daher im deutschen Sprachraum ihr Nennton (Nominal). Außerdem dient er als Bezugston für die einzelnen Teiltöne, die durch ihren Intervallabstand zum Schlagton angegeben werden. Die fünf tiefsten Teiltöne (Unterton, Prime, Terz, Quinte, Oktave) werden Prinzipaltöne genannt, die höheren Teiltöne Mixturtöne. Die Prinzipaltöne haben in der Regel stärkere Amplituden und längere Abklingdauern als die Mixturtöne und sind daher für den Klang von fundamentaler Bedeutung.
Wenn Glocken aus demselben Metall bestehen und zueinander geometrisch ähnlich, also maßstäbliche Vergrößerungen oder Verkleinerungen sind, dann verhalten sich ihre Frequenzen zueinander umgekehrt als ihre Durchmesser, die Massen nach der dritten Potenz. Eine Halbierung des Durchmessers erhöht den Ton um eine Oktave und verringert die Masse auf ein Achtel. Dieser Zusammenhang war bereits im Mittelalter bekannt.

## Geläutedisposition
Im Mittelalter wurden Glocken in der Regel nicht aufeinander abgestimmt, da jede nur einzeln verwendet wurde und deshalb nicht mit den übrigen Glocken harmonieren musste.
Geläute, die über Jahrhunderte gewachsen sind und oftmals eine weder harmonische noch melodische Disposition aufweisen, sind geprägt durch ihre besondere Individualität sowohl in Bezug auf den Klang jeder einzelnen Glocke als auch des Vollgeläutes.
Seit der Spätgotik werden Glocken aufeinander abgestimmt, beispielsweise die melodisch folgenden Kölner Domglocken Pretiosa, Speciosa und Dreikönigenglocke g0 – a0 – h0. Mit der Verbesserung der Glockengießerkunst und der Rückkehr zum gotischen Klangideal ab dem 19. Jahrhundert und insbesondere nach den beiden Weltkriegen wurden Geläute immer häufiger in verbreiteten Kombinationen disponiert. Je nach vorhandenen Schlagtönen der Glocken ergeben sich bestimmte Kombinationen, „Motive“ genannt, die meist nach den Anfangstönen alter Choräle oder liturgischer Gesänge benannt sind. So gibt es etwa viele Dreiergeläute auf dem Motiv des Te Deums oder des Glorias. Je nach Anlass werden eher harmonische oder dissonante Motive ausgewählt.
Im Folgenden ein paar Klangbeispiele:
| Motivbildung: kleine Terz, große Sekunde (Schlagtöne hier: fis1 – a1 – h1)                    |
| Motivbildung: große Sekunde, kleine Terz (Schlagtöne hier: h1 – cis2 – e2)                    |
| Motivbildung: zwei große Sekunden (Schlagtöne hier: a1 – h1 – cis2)                           |
| Motivbildung: große Terz, kleine Terz, große Sekunde (Schlagtöne hier: a1 – cis2 – e2 – fis2) |
| Motivbildung: große Sekunde, kleine Terz, große Sekunde (Schlagtöne hier: a1 – h1 – d2 – e2)  |

Die folgende tabellarische Auflistung der Kombinationen basiert unter anderem in Namen und Häufigkeitsunterteilung auf der Auflistung von Motiven für das Bistum Köln, stellt sich aber in deutschen Kirchengemeinden allgemein vergleichbar dar.

### Geläufige Kombinationen
| Häufigster Name                                          | Weiterer Name                                                   | Anz. | Anfangsnoten des häufigsten Lieds | Akkord auf c1 transponiert      |
| -------------------------------------------------------- | --------------------------------------------------------------- | ---- | --- | ------------------------------- |
| Pater noster                                             | Maria, breit den Mantel aus (Fassung Mohr 1891)                 | 3    | \relative c' { \clef "petrucci-g" \override Staff.TimeSignature #'stencil = ##f \set Score.timing = ##f \override Voice.NoteHead #'style = #'harmonic-black c1 d1 e1 e1 } \addlyrics { Pa- ter nos- ter } | \relative c' { <c d e> }        |
| Gloria-Motiv (Gloria der IV. Choralmesse, gregorianisch) |                                                                 | 3    | \relative c' { \clef "petrucci-g" \override Staff.TimeSignature #'stencil = ##f \set Score.timing = ##f \override Voice.NoteHead #'style = #'harmonic-black c1 (d1 f1) f1 f1 } \addlyrics { Glo- ri- a } | \relative c' { <c d f> }        |
| Te Deum laudamus                                         |                                                                 | 3    | \relative c' { \clef "petrucci-g" \override Staff.TimeSignature #'stencil = ##f \set Score.timing = ##f \override Voice.NoteHead #'style = #'harmonic-black c1 es1( f1) f1 } \addlyrics {Te De- um } | \relative c' { <c es f> }       |
| Resurréxi (Introitus der Messe vom Ostersonntag)         |                                                                 | 3    | \relative c' { \clef "petrucci-g" \override Staff.TimeSignature #'stencil = ##f \set Score.timing = ##f \override Voice.NoteHead #'style = #'harmonic-black e1 e1 (g1 e1) g1 g1 (g1 g1 e1 fis1 e1) } \addlyrics { Re- sur- re- xi }                                                                             | \relative c' { <c d es> }       |
| Salve regina                                             | Wachet auf, ruft uns die Stimme (evangelische Kirchen)          | 4    | { \clef "petrucci-g" \override Staff.TimeSignature #'stencil = ##f \set Score.timing = ##f \override Voice.NoteHead #'style = #'harmonic-black d'1 fis'1 a'1 b'1 a'1 } \addlyrics { Sal- ve, Re- gi- na } | \relative c' { <c e g a> }      |
| Victimae paschali laudes                                 | Ostersequenz, Gloria-Te Deum-Motiv                              | 4    | \relative c' { \clef "petrucci-g" \override Staff.TimeSignature #'stencil = ##f \set Score.timing = ##f \override Voice.NoteHead #'style = #'harmonic-black \key c \major b1 a1 b1 d1 e1 d1 cis1 b1 } \addlyrics {Vi- cti- mae pas- cha- li lau- des }                                                          | \relative c' { <c d f g> }      |
| Christ ist erstanden                                     | Ostersequenz, Gloria-Te Deum-Motiv                              | 4    | { \clef "petrucci-g" \override Staff.TimeSignature #'stencil = ##f \set Score.timing = ##f \override Voice.NoteHead #'style = #'harmonic-black d'1 (d'1) c'1 d'1 f'1 (g'1) d'1 } \addlyrics { Christ ist er- stan- den }                                                                                        | \relative c' { <c d f g> }      |
| Freu dich, du Himmelskönigin                             | Ausgefüllter Dur-Dreiklang                                      | 4    | \relative c' { \time 2/2\partial 2 f2 f4 c'4 a4 f4 g4 g4 a2 } \addlyrics { Freu dich, du Him- mels- kö- ni- gin } | \relative c' { <c d e g> }      |
| Präfationsmotiv                                          | ausgefüllter Moll-Dreiklang, O Heiland, reiß die Himmel auf     | 4    | { \clef "petrucci-g" \override Staff.TimeSignature #'stencil = ##f \set Score.timing = ##f \override Voice.NoteHead #'style = #'harmonic-black b1 d'1 e'1 e'1 fis'1 e'1 e'1 d'1 e'1 e'1 (d'1) d'1 } \addlyrics { per om- ni- a sae- cu- la sae- cu- lo- rum }                                                   | \relative c' { <c es f g> }     |
| Idealquartett                                            | Parsifalmotiv, Te Deum-Gloria-Motiv, Cibavit eos                | 4    | { \clef "petrucci-g" \override Staff.TimeSignature #'stencil = ##f \set Score.timing = ##f \override Voice.NoteHead #'style = #'harmonic-black c'1 es'1 (f'1 es'1) f'1 f'1 (aes'1 f'1)) es'1 (f'1 es'1) } \addlyrics { ci- ba- vit e- os}                                                                       | \relative c' { <c es f aes> }   |
| Westminster                                              | Wohl denen, die da wandeln                                      | 4    | \relative c' {\time 6/4 \key e \major e4 gis fis b,2. \| e4 fis gis e2. \| gis4 e fis b,2. \| b4 fis' gis e2. } | \relative c' { <c f g a> }      |
| Gloria-Moll-Motiv                                        |                                                                 | 4    | | \relative c' { <c d f a> }      |
| Pfingstsequenz (Veni sancte spiritus)                    | Requiem, Vidi aquam, Dextram laudet suscitatem, Laetentur caeli | 4    | { \clef "petrucci-g" \override Staff.TimeSignature #'stencil = ##f \set Score.timing = ##f \override Voice.NoteHead #'style = #'harmonic-black des'1 es'1 f'1 ges'1 f'1( es'1) des'1 es'1 } \addlyrics { Ve- ni sanc- te spi- ri- tus }                                                                         | \relative c' { <c d e f> }      |
| Ad te levavi animam meam                                 |                                                                 | 5    | { \clef "petrucci-g" \override Staff.TimeSignature #'stencil = ##f \set Score.timing = ##f \override Voice.NoteHead #'style = #'harmonic-black des'1 (b1) des'1 es'1 (f'1) f'1 es'1 es'1 (as'1 as'1) f'1 es'1 (f'1) des'1 (es'1) es'1 (f'1 es'1 es'1 des'1) } \addlyrics { Ad te le- va -vi a- ni- mam me- am } | \relative c' { <c es f g bes> } |
| Österliches Halleluja                                    |                                                                 | 5    | | \relative c' { <c d f g a> }    |

### Kombinationen, die nicht auf Lieder zurückzuführen sind
| Häufigster Name                                                    | Weiterer Name  | Anz. | Akkord auf c1 transponiert          |
| ------------------------------------------------------------------ | -------------- | ---- | ----------------------------------- |
| Dur-Dreiklang                                                      |                | 3    | \relative c' { <c e g> }            |
| Dur-Vierklang (v. a. in der Schweiz)                               |                | 4    | \relative c' { <c e g c> }          |
| Moll-Dreiklang                                                     |                | 3    | \relative c' { <c es g> }           |
| Verminderter Dreiklang (hauptsächlich bei Eisen- und Stahlglocken) |                | 3    | \relative c' { <c es ges> }         |
| Griesbachersches Idealsextett                                      | Beuroner Motiv | 6    | \relative c' { <c es f aes bes c> } |

### Seltenere Kombinationen
| Häufigster Name                  | Weiterer Name          | Anz. | Anfangsnoten des häufigsten Lieds | Akkord auf c1 transponiert          |
| -------------------------------- | ---------------------- | ---- | --------------------------------- | ----------------------------------- |
| Deinem Heiland, deinem Lehrer    | phrygischer Tetrachord | 3    |                                   | \relative c' { <c des e> }          |
| Benedicamus                      |                        | 4    |                                   | \relative c' { <c f g aes> }        |
| Tui sunt coeli                   |                        | 4    |                                   | \relative c' { <c d es f> }         |
| Großer Gott, wir loben dich      |                        | 4    |                                   | \relative c' { <c des es f> }       |
| Dir Gott im Himmel Preis und Ehr |                        | 5    |                                   | \relative c' { <c d e f g> }        |
| Gloria und Te Deum               |                        | 6    |                                   | \relative c' { <c d f g bes c> }    |
| Te Deum und Gloria               |                        | 6    |                                   | \relative c' { <c es f aes bes c> } |

## Glocken-Inschriften

### Inhalt, Botschaft, Widmung

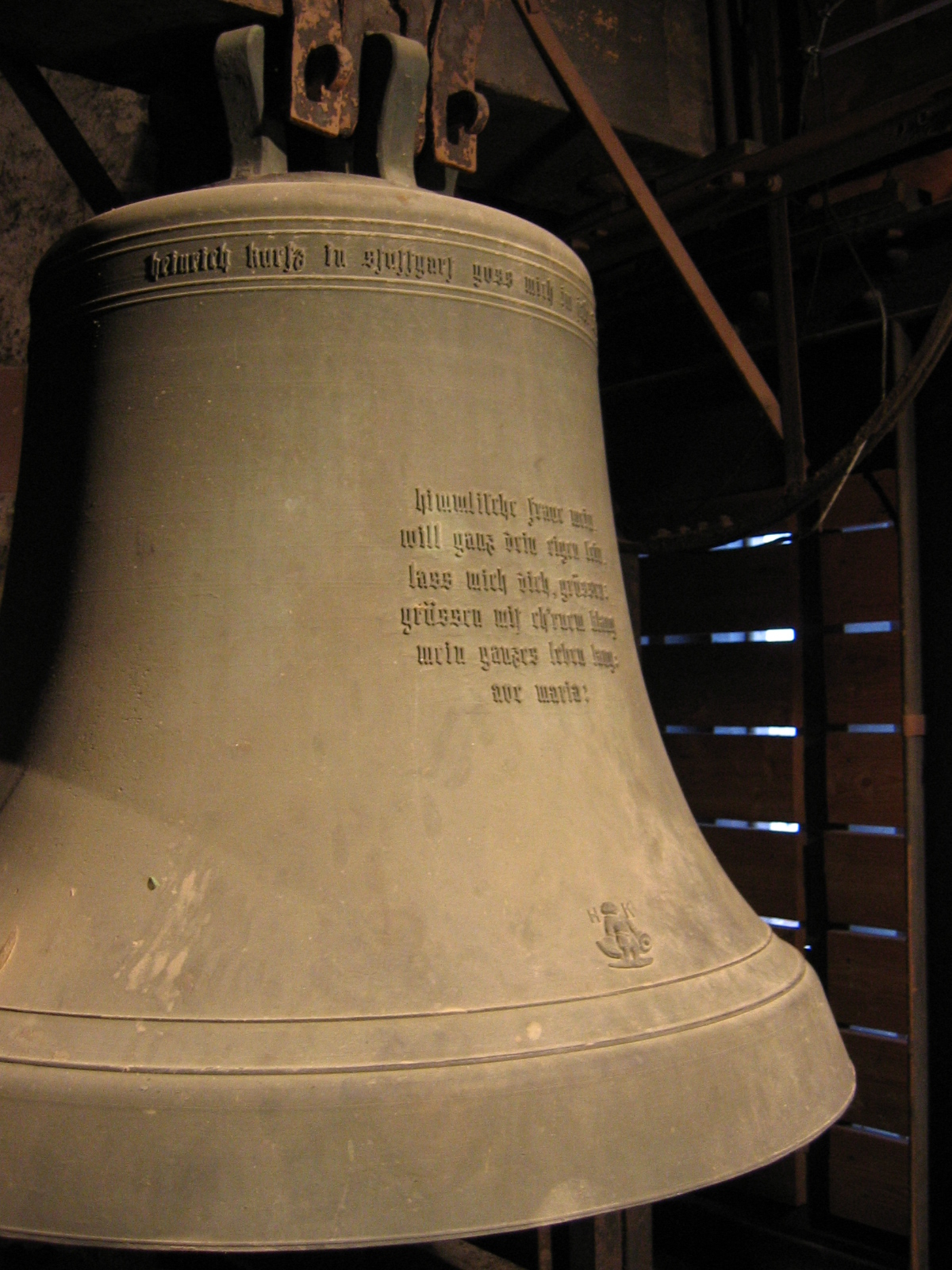
Beispiel für Inschriften auf einer Glocke: an der Schulter das Gussjahr und der Gießer, auf der Flanke die Widmung, am Wolm das Gießerzeichen

Inschriften des deutschen Sprachraumes in Mittelalter und Früher Neuzeit lassen sich neuerdings auch online entschlüsseln – mit Hilfe des Projekts Deutsche Inschriften Online. Das ist ein interakademisches, unter www.inschriften.net erreichbares Kooperationsprojekt verschiedener Akademien und Institutionen, die zu diesem Zweck ihre Kompetenzen gebündelt haben.

### Details
Die Inschriften der Glocken beinhalten den Namen des Gießers und das Gussjahr der Glocke. Bei frühen mittelalterlichen Glocken können Gussjahr, Name des Gießers oder beide Angaben fehlen (anonyme Gießer). Aufgrund der Zier oder Form ist es teilweise möglich, die Glocke einem bestimmten Gießer zuzuschreiben. Beim Fehlen des Gussjahres kann die Glocke nach Form und Klangstruktur einem Jahrhundert oder genauer zugeordnet werden. Das Gussjahr kann in Form eines Chronogramms vorliegen.

### Beispiele
- “LAVDO DEVM VERVM. PLEBEM VOCO. CONGREGO CLERVM. DEFVNCTOS PLORO. PESTVM FVGO. FESTA DECORO” (deutsch: „Den wahren Gott lobe ich. Ich rufe das Volk. Ich versammle den Klerus. Ich beweine die Toten. Die Seuche verjage ich. Die Feste ziere ich!“)
- “O REX GLORIAE VENI CVM PACE” (deutsch: „O, König der Herrlichkeit komme in Frieden.“)
- “AVE MARIA GRATIA PLENA DOMINVS TECVM” (deutsch: „Gegrüßt seist Du, Maria, voll der Gnade, der Herr ist mit Dir.“)
- „O LAND, LAND, LAND HOERE DES HERRN WORT!“
- „HEILIGE… / HEILIGER… BITTE FÜR UNS!“
- „EHRE SEI GOTT IN DER HOEHE / FRIEDE AUF ERDEN / DEN MENSCHEN EIN WOHLGEFALLEN.“
- Besonders bekannt wurde die Glockeninschrift der Schaffhauser Münsterglocke, die Friedrich Schiller als Motto für sein Lied von der Glocke wählte
“VIVOS VOCO, MORTUOS PLANGO, FULGURA FRANGO” (deutsch: „Die Lebenden ruf’ ich. Die Toten beklag’ ich. Die Blitze brech’ ich.“)
- „* MEIN THÖNEN RVFT HERBEY DES HERREN VVORT ZV HÖREN – SO SEY BEREIT NOCH IST ES ZEIT ZV GOTT SICH ZV BEKEHREN * MEFECIT M:LORENTZ OEHLMANN IN LVNEBVRG *“

### Künstlerische Gestaltung
Im Laufe der Jahrhunderte sind bei Glockeninschriften auch künstlerische Gestaltungsweisen der Schriftzeichen belegbar. So haben einige Schriftgestalter Glocken in ihren Schaffensperioden mit individueller künstlerischer Handschrift geprägt; ihre Schriftgestaltung wurde im Laufe der Zeit zu einem „Markenzeichen“ dieser Glockengießereien.

„Eine Glocke gewinnt durch die Eigenart einer künstlerischen Schrift (...). Schnitt der Künstler nach vorheriger Aufzeichnung die Legende aus dünnen Wachstafeln aus, entstand wie bei der Ritztechnik ein bewegtes Schriftbild, denn er konnte jedes Wort beliebig gestalten. Noch spontaner wirken freihändig aus Wachs geschnittene Buchstaben, eine Art der Beschriftung von Glocken, die besonders Horst Jährling aus Weimar – über dreißig Jahre für Schrift und Reliefschmuck in der Apoldaer Gießerei zuständig – anwendete. Seine Ausdrucksweise vermied grundsätzlich Detailreichtum und war einer großzügigen, in ruhigen Linien fließenden Form untergeordnet; er ließ sowohl bei der Schrift als auch bei der Zier die Fläche als Erscheinung dominieren und löste so eine Harmonie von selbständigem Charakter aus.“

## Glockenritzzeichnungen
Eine besondere Art des mittelalterlichen Kunstschaffens ist nahezu in Vergessenheit geraten: Glockenritzzeichnungen. Seitenverkehrt in die Gussform der Glocke geritzt, hoben sie sich nach dem Guss sicht- und spürbar vom Glockenkörper ab – sie waren zu ihrer Zeit weit verbreitet. Derartige Zeichnungen, die man mit einem Griffel in das Lehmmantel-Innere der zu gießenden Glocke trieb bzw. kerbte, traten nach Entfernung der Gussform als meist scharfkantige, leicht bewegt wirkende Grate „halbreliefartig“ in Erscheinung, weshalb sie mitunter auch fälschlich als Fadenreliefs bezeichnet wurden.
Die Zahl solcher einzigartigen Glockenritzungen ist wegen Einschmelzungen und Zerstörungen von Glocken in Kriegszeiten stark gesunken. Die wenigen erhalten gebliebenen Relief-Abreibungen haben somit einen hohen dokumentarischen Wert: Sie vermitteln auch die religiöse Gedankenwelt, die zu diesen Werken anregte. In den Kirchtürmen jahrhundertelang nur wenigen Menschen zugänglich, zeugen diese Glocken-Ritzzeichnungen von der Kunstfertigkeit und der meist impulsiven Frische ihrer Schöpfer. Als eines der wenigen überlieferten und auch kunsthistorisch untersuchten Beispiele für Ritzzeichnungen stehen zwei mittelalterliche Glocken der Kirche Panitzsch in der Nähe von Leipzig.

## Glocken-Restaurierung und Glockenumguss
Die Sanierung und Restaurierung von Glocken sowie das Schweißen von Rissen im Glockenkörper sind aufwändig und kompliziert – sie erfordern umfangreiches Wissen und Erfahrungen handwerklicher, technischer, musikalischer und historischer Art.
Der Begriff „Umguss“ ist zwar gebräuchlich, jedoch keine exakte Bezeichnung für die Herstellung einer Glocke. Auch mit modernsten technischen Hilfsmitteln ist es nicht möglich, eine Vorgängerglocke so genau „nachzuempfinden“, dass der „Umguss“ dem historischen Vorbild entspricht. Zudem reicht das Material der Vorgängerglocke nie vollständig für eine neue Glocke wegen des Abbrandes beim Schmelzprozess.
Auch werden kleine und mittlere Glocken nicht einzeln gefertigt, so dass der „Umguss“ – wenn auch aus nachvollziehbaren Gründen – oft ein frommer Schwindel war. Die Einflüsse aus dem Formprozess, der Schmelzführung, der Gusstemperatur, der Witterung und den Abkühlungsbedingungen bedingen zwangsläufig, dass eine „umgegossene“ Glocke eine neue Glocke ist, bei der idealerweise Material der Vorgängerglocke verwendet wurde. Auch so genannte Faksimilegüsse für den Ersatz von im Zweiten Weltkrieg abgelieferten, zurückgekehrten und beim Transport beschädigten Glocken entsprechen mit Vierhenkelkrone und Mittelbohrung nicht der Originalglocke, wenn diese mit Hangeisen und Sechshenkelkrone ausgestattet war.
Als Gussjahr wird immer das tatsächliche Gussjahr der Glocke angegeben. Traditionell werden bei „umgegossenen“ Glocken beide Gussjahre angegeben – also das der Vorgänger-Glocke und das der neu gegossenen Glocke. Somit zählt bei einer „umgegossenen“ Glocke das „Umguss“-Jahr als deren Entstehungsjahr.

## Namen und Funktionen

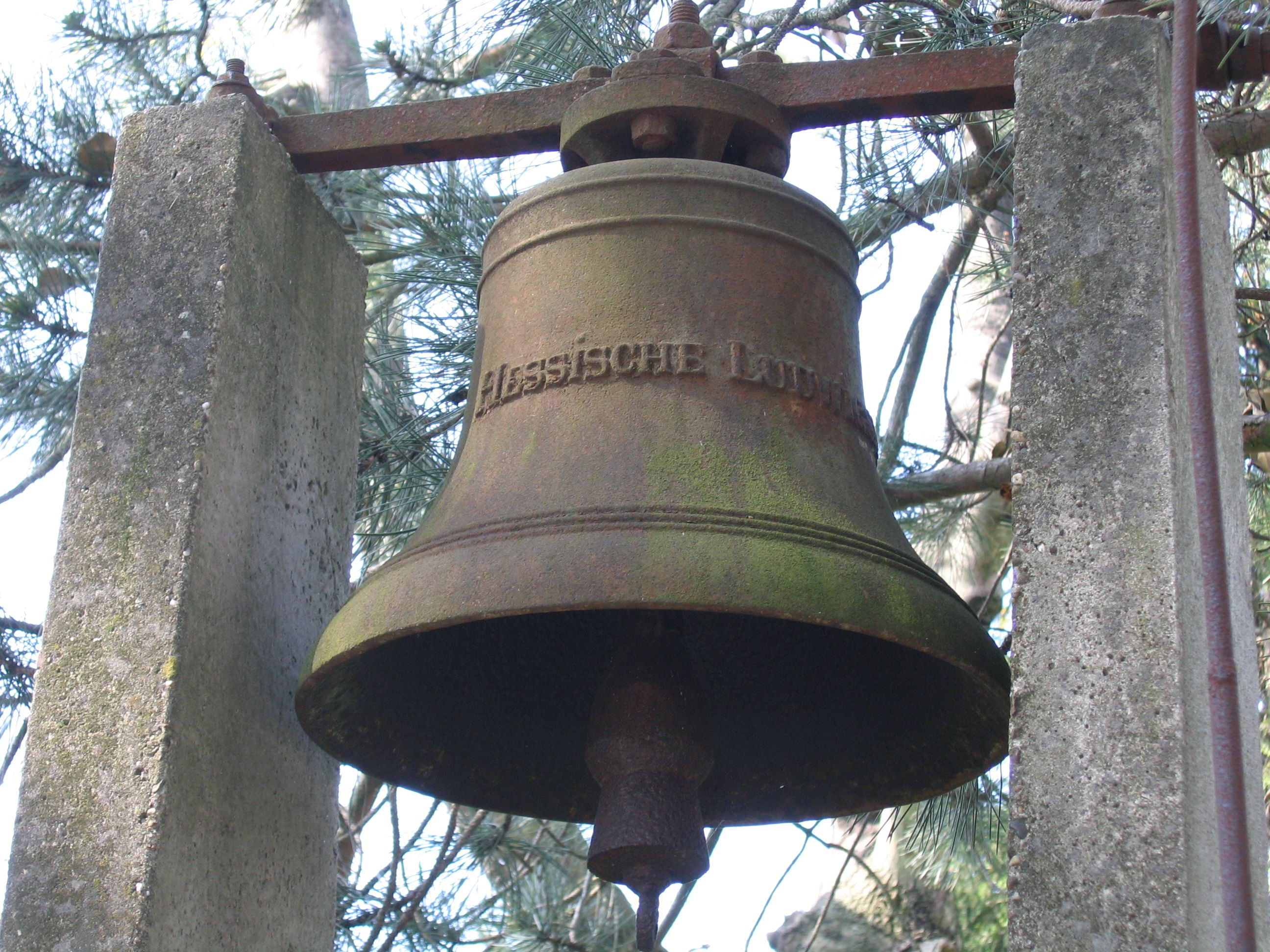
Bahnhofsglocke der Hessischen Ludwigsbahn in Zweitverwendung auf dem Friedhof in Pfungstadt

### Kategorien
Die Bezeichnung der Glocken kann in der Regel in eine der folgenden Kategorien eingeteilt werden:
- nach den Heiligen, denen sie gewidmet sind
- nach den Stiftern, zum Beispiel die Kaiserin in Linz, die Bürgerglocke in Wallensen, die Arbeiterglocke in Blieskastel oder die Bauernglocke in St. Andreas (Riede)
- nach Funktion

### Funktionen
Glocken hatten eine herausragende kultisch-rituelle Bedeutung in der europäischen Vormoderne. Ihre gemeinschaftsstiftende Funktion wird auch an den großen finanziellen und logistischen Anstrengungen sichtbar, die der Glockenguss spätmittelalterlichen Kirchgemeinden abverlangte. Glocken wurden entweder ausdrücklich in der Inschrift einem Heiligen oder einem Anlass (beispielsweise Maria Gloriosa im Erfurter Dom) gewidmet oder sind im Volksmund so benannt (etwa Große Susanne im Freiberger Dom). Bei der Läuteordnung soll der Name der Glocke berücksichtigt werden, wie für das Patrozinium der Pfarrkirche oder die Feiertage für den namensgebenden Heiligen. Aber auch die aufgegossene Inschrift, wie „die Toten geleit’ ich“ (Totenglocke), spielt eine entscheidende Rolle. Zum täglichen Angelusgebet erklingt in katholischen Pfarreien meist die Marien- oder Angelusglocke.
Bis ins späte Mittelalter wurden die Glocken nur solistisch geläutet. Jede Glocke hatte ihre spezielle Funktion, ihren Anlass, zu dem sie zu erklingen hatte. Auf eine harmonische oder melodische Abstimmung bei einem Zuguss wurde nicht geachtet. Einige Glockenbezeichnungen und Funktionen (wie die Armsünderglocke) gibt es heutzutage nicht mehr. Inschriften oder Zusätze wie ‚vivos voco, fulgura frango‘ belegen, dass Glocken aber auch profane Aufgaben zugedacht wurden, beispielsweise die Abwehr von Blitz und Unwetter.
In der Neuzeit wurden Glocken dann auch zu rein profanen Zwecken eingesetzt, etwa als Schul- oder Bahnhofsglocke. Sie dienten dazu ein größeres Publikum über ein eintretendes Ereignis zu unterrichten, etwa den Beginn des Unterrichtes oder die Abfahrt eines Zuges.
| Name/Bezeichnung                          | (historische) Funktion | Beispiel (Schlagton)                                  |
| ----------------------------------------- | --- | ----------------------------------------------------- |
| Apostolica                                | Apostelglocke; bezeichnet die Apostelfeste | Magdeburger Dom (b0)                                  |
| Dominica (lat. „die dem Herrn gehörende“) | Sonntagsglocke | Ulmer Münster (b0)                                    |
| Evangelistenglocke                        | läutet beim Vortrag des Evangeliums; trägt oft die Namen der Evangelisten | Abtei Münsterschwarzach (b1)                          |
| Feuerglocke (Brandglocke)                 | warnt bei Brandgefahr; in Zürich früher zur Sicherung der Herdfeuer | St. Lamberti (Münster)                                |
| Gloriosa (lat. „die Ruhmreiche“)          | Festtagsglocke; meist tontiefste Glocke eines Geläuts. Bezeichnet die Hochfeste. | Erfurter Dom (e0)                                     |
| Michaelsglocke                            | Festtagsglocke | Einigen Schweiz (b2)                                  |
| Hosanna                                   | → Gloriosa; kann als zweite Festtagsglocke fungieren | Erzabtei Sankt Ottilien (fis0)                        |
| Marktglocke                               | ruft zur Eröffnung und zum Schluss des Marktes | Herrenberger Stiftskirche (es2)                       |
| Mettenglocke                              | ruft zur Mette | Kölner Dom (h1)                                       |
| Messglocke                                | ruft zur Heiligen Messe | Münster St. Georg Dinkelsbühl                         |
| Osanna                                    | → Gloriosa; kann als zweite Festtagsglocke fungieren; Eucharistieglocke | Dom zu Halberstadt (b0)                               |
| Predigtglocke                             | ruft zum Predigtgottesdienst | Berner Münster (h0)                                   |
| Prim-, Terz-, Sext-, Nonglocke            | ruft zu den entsprechenden Tagzeiten des Stundengebets | St.-Nikolaus-Kathedrale zu Fribourg (as1)             |
| Pulsglocke                                | größte und am tiefsten klingende Glocke eines Geläuts |                                                       |
| Rats-/Ratsherrenglocke                    | ruft zur Versammlung der Ratsherren, Bürgermeister | Marienkirche zu Stendal Münster St. Georg Dinkelsbühl |
| Schiedglocke                              | verkündet Verschied eines Gemeindemitglieds | Herrenberger Stiftskirche (c2)                        |
| Schulglocke                               | läutet zum Schulbeginn | Georgskirche in Schlitz (c3)                          |
| Sturmglocke                               | zum Sturmläuten bestimmte Glocke, meist eine Feuerglocke (vgl. Glockeninschriften „fulgura frango: Die Blitze brech’ ich“ oder „Alle bösen Wetter vertreibe ich“)                                                                                   | Limburger Dom (g1)                                    |
| Stürmerin                                 | warnt bei schweren Unwettern | Münster St. Georg Dinkelsbühl (es1)                   |
| Susanna                                   | → Gloriosa; kann als zweite Festtagsglocke fungieren. „Susanna“ ist eine Personifikation des Ausrufs Hosianna. | Münchner Frauenkirche (a0)                            |
| Vesperglocke                              | ruft zur Vesper | Braunschweiger Dom (es2)                              |
| Wachtglocke                               | → Armeseelenglocke, mahnt zum Gebet für die Armen Seelen im Fegefeuer | Greifswalder Marienkirche                             |
| Wandlungsglocke                           | läutet während des Hochgebets | Maria Plain (e2)                                      |
| Wetterglocke                              | → Sturmglocke | Markusmünster in Reichenau-Mittelzell (g1)            |
| Zeichenglocke (Ruferglocke)               | besorgt ein/mehrere Vorläuten zum Gottesdienst | St. Peter in Zürich (c1)                              |
| Zwölfuhr-, Elfuhr-, Neunuhrglocke etc.    | die auch Zweierin, Viererin, Sechserin, Siebenerin, Achterin, Zehnerin, Elferin, Zwölferin genannten Glocken wurden zu einer bestimmten Uhrzeit geläutet. Das Mittagsläuten erinnert an den Sieg der ungarischen Heere über die Türken im Jahr 1456 | St. Peter zu München (a1)                             |

### Volkstümliche Glockennamen
Die volkstümlichen Bezeichnungen können aus ihrem Gebrauch (wie Pestglocke), aber auch aus Form (wie Langhals) oder Stifternamen (wie Winklerin) herrühren.
| Name/Bezeichnung                 | Herkunft des Namens | Funktion                                                                | Beispiel                                     |
| -------------------------------- | --- | ----------------------------------------------------------------------- | -------------------------------------------- |
| Angstglocke                      | Todesangst Jesu am Ölberg | läutet am Donnerstag Abend                                              | Stift Sankt Florian                          |
| Armeseelenglocke                 | die „Armen Seelen“/Verirrten sollen den Weg finden                                                                                            | läutet nachts zur Orientierung, vor dem Schließen der Stadttore         | Bamberger Dom (fis2)                         |
| Arm(e)sünderglocke               | Hinrichtung der „Armen Sünder“ | läutet zur Hinrichtung                                                  | Berner Münster (cis1)                        |
| Bier- oder Weinglocke            | Funktion | mahnte zum Schließen der Kneipen und Wirtshäuser, Beenden des Umtrunkes | Bad Hersfelder Stadtkirche (a1)              |
| Bieringerin                      | Funktion → Sperrstundenglocke | mahnte zur Schließung der Ausschanklokale                               | Stephansdom zu Wien                          |
| Blutglocke                       | Funktion → Armsünderglocke/Juridica | erklingt zur Hinrichtung                                                | ehem. Dreikönigenglocke Juridica. Kölner Dom |
| Cantabona                        | Singe gut | Festglocke                                                              | Hildesheimer Dom                             |
| Dicker Pitter oder Decker Pitter | Pitter ist Kölsch für Peter und bezieht sich auf den Kirchpatron des Doms, Simon Petrus, und die Inschrift; Dicker bezieht sich auf die Größe | Hochfestglocke                                                          | Petersglocke, Kölner Dom                     |
| Dicke Susanne                    | einer der Läutemeister verglich das Ziehen der Glocke mit dem Tanzen mit seiner gewichtigen Gattin Susanne                                    | Festglocke                                                              | Grosse Glocke. Berner Münster                |
| Dunna                            | tiefer Klang (Onomatopoesie) | Hochfestglocke                                                          | Halberstädter Dom                            |
| Dammerich                        | tiefer Klang („dammern“) der Vorgängerglocke                                                                                                  | Festglocke                                                              | Wetzlarer Dom                                |
| Faule Anna                       | läutet nie solistisch; nur mit den übrigen Glocken                                                                                            |                                                                         | St. Marien (Stendal)                         |
| Fressglocke                      | rief die Bauern und ihre Angestellte zum Essen                                                                                                | ~Mittagsglocke                                                          | im Salzburger Land                           |
| Große und Kleine Schelle         | heller Klang |                                                                         | St. Johannis (Lüneburg)                      |
| Guldenglocke                     | zum (außerregulären) Läuten der Glocke wurde eine Sonderzahlung von 1 Gulden angesetzt                                                        |                                                                         | Herrenberger Stiftskirche                    |
| Hallerin                         | Stiftername | Festglocke                                                              | Dom zu Eichstätt                             |
| Klag                             | Funktion (beklagen der Toten) | Sterbeglocke                                                            | Dom zu Eichstätt                             |
| Knödelglocke                     | Funktion → rief die im Sommer frühmorgens mit dem Tagwerk beginnenden Bauern werktags bereits um 11 Uhr zum Mittagessen                       | vorgezogene Mittagsglocke                                               | Pfarrkirche Grinzing (Wien)                  |
| Kriegerglocke                    | im Krieg gefallene Soldaten des Ortes | Totengedenken                                                           | Pfarrkirche Wörgl                            |
| Langhals                         | Form | Chorglocken für die Stundengebete                                       | Halberstädter Dom                            |
| Lumpenglocke                     | Läuten für die Zecher („Lumpen“) | läutet zum Beginn der Sperrstunde                                       | St. Gangolf (Trier)                          |
| Pestglocke                       | Funktion („Pestum Daemonemque fugo“) | läutet bei Pestgefahr                                                   |                                              |
| Pillenglocke                     | |                                                                         | St. Michael zu Bernkastel-Kues               |
| Pummerin                         | tiefer, wuchtiger Klang (etwa pommern, pummern), jeweils die Größte im Geläut                                                                 | Hochfestglocke                                                          | Stephansdom zu Wien                          |
| Spitälerin                       | |                                                                         | St. Nikolaus zu Überlingen                   |
| Schandglocke                     | Funktion | erklingt zur Ausweisung von Verbrechern                                 |                                              |
| Schlafglocke                     | Funktion als Abendglocke | erklingt zur Nachtruhe                                                  | Bamberger Dom                                |
| Schreier                         | rauer Klang |                                                                         | Vincentia, St. Severi zu Erfurt              |
| Spätzlesglocke                   | läutet, wenn es Zeit für das Spätzle-Wasser ist                                                                                               | erklingt eine Stunde vor Mittag, 11 Uhr                                 | Hosanna, Freiburger Münster                  |
| Türkenglocke                     | wurde aus türkischen Kanonen gegossen oder erinnert an militärische Siege oder warnt vor Kriegsgefahren                                       |                                                                         | Pfarrkirche Mauthausen                       |
| Verirrtenglocke                  | läutet für die Verirrten | → Armeseelenglocke                                                      | St. Blasius zu Fulda (g1)                    |
| Winklerin                        | vermutliche Stifterin | Marienglocke                                                            | Frauenkirche (München)                       |
| Zügenglocke                      | der Sterbende liegt in den letzten Zügen | läutet zum Ableben                                                      | Schweiz/Österreich                           |
| Zwölferin                        | Funktion als Tageszeitenglocke | Mittagsglocke um 12 Uhr                                                 | St. Peter (München)                          |

## Läuteordnung

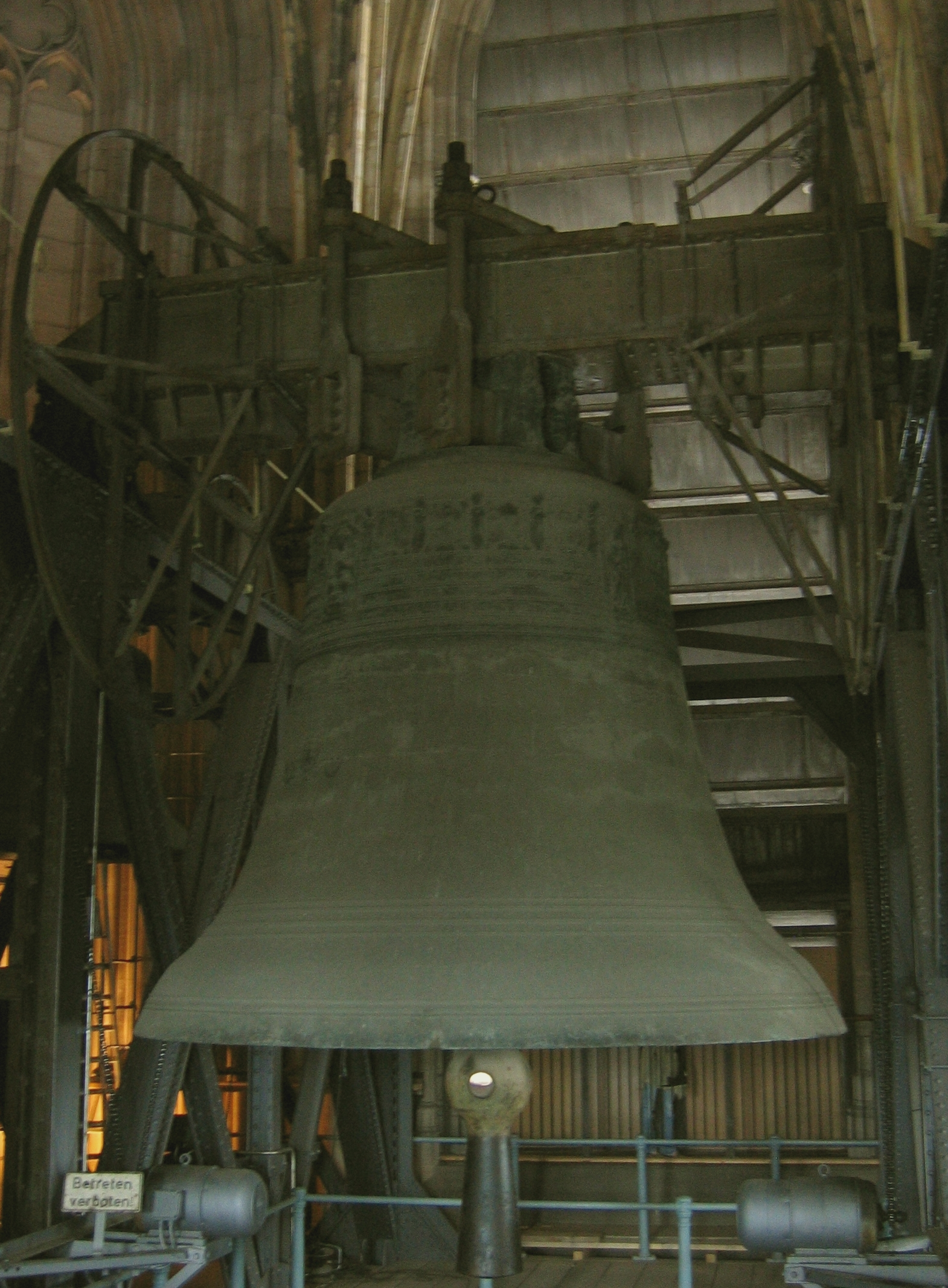
St.-Peters-Glocke im Kölner Dom (Dicker Pitter)

Die Läuteordnung bestimmt, wann welche Glocke wie lange und zu welchem Zeitpunkt läuten darf. Darin drücken sich einige Ziele von Kirchenglocken aus, die Gemeinde zum Gottesdienst aufzurufen, zum Geleit der Verstorbenen oder zum persönlichen Gebet. Dies spiegelt bereits die mittelalterliche Glockeninschrift wider: „Vivos voco, mortuos plango, fulgura frango“ – die Lebenden rufe ich, die Toten beklage ich, Blitze breche ich. Der letzte Abschnitt macht deutlich, dass man den Kirchenglocken verschiedene Schutzwirkungen zuschrieb, insbesondere den Schutz vor Unwetter. Auch profane Läutedienste, wie das Läuten zur Hinrichtung („Armesünderläuten“) oder zur Eröffnung des Marktes, gehörten dazu.

## Große und bedeutende Glocken (Auswahl)
| Glocke                            | Gebäude                                  | Ort                          | Land                   | Gewicht * | Bemerkung |
| --------------------------------- | ---------------------------------------- | ---------------------------- | ---------------------- | --------- | --- |
| Big Ben                           | Palace of Westminster                    | London                       | Vereinigtes Königreich | 13.500    | größte der fünf Glocken des berühmten Uhrturms (ab 2012 Elizabeth Tower genannt), Schlagton: e0 |
| Buchenwaldglocke                  | KZ Buchenwald                            | bei Weimar                   | Deutschland            | 7.500     | im Glockenturm der Gedenkstätte des Konzentrationslagers bei Weimar, gegossen vom VEB Apoldaer Glockengießerei, Glockengießermeister Franz Schilling, Glockenzier mit Stacheldraht-Relief von Waldemar Grzimek 1958                                                                             |
| Campanone (Valadier)              | Petersdom                                | Rom                          | Italien                | 8.950     | größte Glocke im Petersdom, wird nur zu besonderen Anlässen geläutet, wie nach dem päpstlichen Segen Urbi et Orbi an Weihnachten und Ostern, Schlagton e0 +3/16 |
| Cantabona (Maria)                 | Hildesheimer Dom                         | Hildesheim                   | Deutschland            | 8.686     | 1960 durch Friedrich Wilhelm Schilling aus Heidelberg gegossen. Größte Glocke im Hildesheimer Dom, eine der klangschönsten Glocken der Welt und zweitgrößte Glocke in Niedersachsen nach der Christus-/Friedensglocke in der Marktkirche in Hannover, Durchmesser: 2315 mm, Schlagton: f0 +5/16 |
| Christus- und Friedensglocke      | Marktkirche St. Georgii et Jacobi        | Hannover                     | Deutschland            | 10.360    | 1960 durch Friedrich Wilhelm Schilling aus Heidelberg gegossen. Größte Glocke Norddeutschlands, Durchmesser: 2460 mm, Schlagton: e0 +2/16 |
| Christus-Friedens-Glocke          | Paderborner Dom                          | Paderborn                    | Deutschland            | 13.520    | 2017 durch Glockengießerei Eijsbouts aus Asten gegossen. Durchmesser: 2677 mm, Schlagton: e0 −3/16 |
| Emmanuel                          | Notre-Dame                               | Paris                        | Frankreich             | 13.000    | größte Glocke der Kirche und eine der bedeutsamen Glocken Europas, 1685 von den drei lothringischen Wandergießern Chapelle, Gillot und Moreau gegossen, Schlagton: fis0 |
| Festtagsglocke                    | Sophienkathedrale                        | Weliki Nowgorod              | Russland               | 26.000    | im 17. Jahrhundert gegossen |
| Freiheitsglocke                   | Rathaus Schöneberg                       | Berlin                       | Deutschland            | 10.206    | ist jeden Sonntag im Deutschlandradio zu hören, Schlagton: e0 |
| Friedensglocke                    | Friedenskirche                           | Nürnberg                     | Deutschland            | 8.330     | 1928 bei Franz Schilling in Apolda gegossen; läutet freitags um 15 Uhr Schlagton: fis0 −3/16 |
| Gloriosa                          | Erfurter Dom                             | Erfurt                       | Deutschland            | 11.450    | 1497 durch Gerhard van Wou aus Kampen gegossen, Durchmesser: 2580 mm, Schlagton: e0 +4/16 |
| Gloriosa                          | Kaiserdom St. Bartholomäus               | Frankfurt                    | Deutschland            | 11.950    | 1877 durch J. G. Große aus Dresden nach dem Vorbild der Erfurter Gloriosa gegossen, Durchmesser: 2590 mm, Schlagton: e0 +1/16 |
| Große Glocke                      | Kathedrale der Erlösung des Volkes       | Bukarest                     | Rumänien               | 25.190    | Größte freischwingende Glocke der Welt, gegossen am 11. November 2016 von der Glockengießerei Grassmayr. Schlagton: c0 |
| Hosanna                           | Freiburger Münster                       | Freiburg im Breisgau         | Deutschland            | 3.290     | gegossen 1258, Schlagton: es1 ; eine der ältesten erhaltenen Glocken dieser Größe. |
| Immaculata                        | Neuer Dom                                | Linz                         | Österreich             | 8.120     | Gegossen 1901 von Anton Gugg, Fundament des einzigen vollständig erhaltenen Großgeläuts aus der Zeit um 1900 im gesamten deutschen Sprachraum. Schlagton: f0 |
| Jubiläumsglocke                   | Alter Peter                              | München                      | Deutschland            | 7.000     | 1958 von Karl Czudnochowsky gegossen, läutet im Vollgeläut die hohen Festtage ein und erinnert jeden Sonntagabend um 18 Uhr an die Toten der Stadt Schlagton: f0 |
| Kreuzglocke                       | Dresdner Kreuzkirche                     | Dresden                      | Deutschland            | 11.511    | 1899 von Franz Schilling (Apolda) nach dem Vorbild der Erfurter Gloriosa gegossen, größte Glocke Ostdeutschlands und größte evangelische Kirchenglocke Durchmesser: 2583 mm, Schlagton: e0 +5/16                                                                                                |
| Le Bourdon                        | Straßburger Münster                      | Straßburg                    | Frankreich             | 8.500     | 1427 von Hans Gremp gegossen, Durchmesser: 2220 mm, Schlagton: as0 +6/16 zählt zu den klangschönsten Glocken des 15. Jahrhunderts in Europa |
| Liberty Bell                      | Liberty Bell Center                      | Philadelphia                 | Vereinigte Staaten     | 900       | gilt als internationales Symbol von Freiheit und wurde geläutet, als die Amerikanische Unabhängigkeitserklärung in der Stadt verkündet wurde |
| Lullusglocke                      | Stiftskirche Bad Hersfeld                | Bad Hersfeld                 | Deutschland            | 1.000     | die älteste datierte Glocke Deutschlands (von 1038) |
| Maria Dolens (Campana dei Caduti) | frei hängend auf dem Hügel von Miravalle | Rovereto                     | Italien                | 23.000    | Schlagton: H. |
| Millenniumsglocke                 | Millennium Monument tower                | Newport (Kentucky)           | Vereinigte Staaten     | 33.000    | Schlagton: A. |
| Munotglöckchen                    | Festung Munot                            | Schaffhausen                 | Schweiz                | 420       | die letzte von Hand geläutete Alarmglocke der Schweiz, vermutlich gar Europas, Schlagton: g1 |
| Petersglocke                      | Kölner Dom                               | Köln                         | Deutschland            | 24.000    | (+ Klöppel: ca. 650 kg) auf Kölsch und von den Kölnern „Decke Pitter“ oder „Dicker Pitter“ genannt, 1923 von Ulrich, Apolda gegossen, zweitgrößte freischwingend läutbare Kirchenglocke der Welt, Durchmesser: 3210 mm, Schlagton: c0 −5/16.                                                    |
| Pretiosa                          | Kölner Dom                               | Köln                         | Deutschland            | 10.000    | war zu ihrer Entstehungszeit die größte läutbare Glocke des christlichen Abendlandes und zählt heute zu den klangvollsten Glocken des Mittelalters, Durchmesser: 2400 mm, Schlagton/Nominal: g0 +1/16                                                                                           |
| Pummerin                          | Stephansdom                              | Wien                         | Österreich             | 20.130    | (+ Klöppel: 613 kg), Durchmesser: 3140 mm, Schlagton: c0 +8/16 1711 gegossen (18.317 kg, inkl. Klöppel, Joch und sonstiger Armaturen 22.512 kg; Nominal H), 1945 zerstört, 1951 aus dem Material der alten Pummerin neu gegossen                                                                |
| Sigismund                         | Veitsdom                                 | Prag                         | Tschechien             | 14.500    | 1549 gegossen, Durchmesser: 2560 mm, Schlagton: ges0, |
| Rolandglocke                      | Belfried von Gent                        | Gent                         | Belgien                | 6.070     | niederländisch: Rolandglocke = Klokke Roeland, 1660 gegossen |
| Salvator-Glocke                   | Salzburger Dom                           | Salzburg                     | Österreich             | 14.256    | die zweitgrößte Glocke Österreichs, wurde 1961 gegossen, Schlagton: es0. |
| Santísimo Sacramento              | Santuario de San Pascual Baylón          | Villarreal Provinz Castellón | Spanien                | 2.100     | größte Überschlagglocke der Welt, wurde 1998 von der Glockengießerei Eijsbouts in den Niederlanden gegossen, Teil eines Carillon |
| Savoyarde                         | Sacre Coeur                              | Paris                        | Frankreich             | 18.835    | größte Glocke Frankreichs, 1895 von Paccard gegossen, Schlagton: cis0 |
| Schwörglocke                      | Ulmer Münster                            | Ulm                          | Deutschland            | 3.500     | im 14. Jahrhundert gegossen, Durchmesser: 1640 mm, Schlagton: c1 |
| Tokinosumika-Glocke               | Ferienort Tokinosumika                   | Gotemba                      | Japan                  | 36.250    | die größte schwingend (am gekröpften Joch) läutbare Glocke der Welt. Durchmesser: 3820 mm, Höhe: 3720 mm. Schlagton: Gis |
| Vox patris                        |                                          | Trindade                     | Brasilien              | 55.000    | Durchmesser ca. 4,5 m, Schlagton: Fis, Guss am 1. August 2017 durch Glockengießerei Jan Felczynski in der Metallgießerei Metalodlew (Polen) |
| Walbecker Glocke                  | Stiftskirche Walbeck                     | Walbeck                      | Deutschland            | 100       | wahrscheinlich im späteren 11. Jahrhundert gegossen und damit eine der ältesten noch existenten Glocken Deutschlands |
| Zarenglocke                       | Moskauer Kreml                           | Moskau                       | Russland               | 202.000   | 1733 bis 1735 von Iwan Motorin und seinem Sohn Michail gegossen, wurde nie geläutet |

## Glocken in Mythologie und Brauchtum

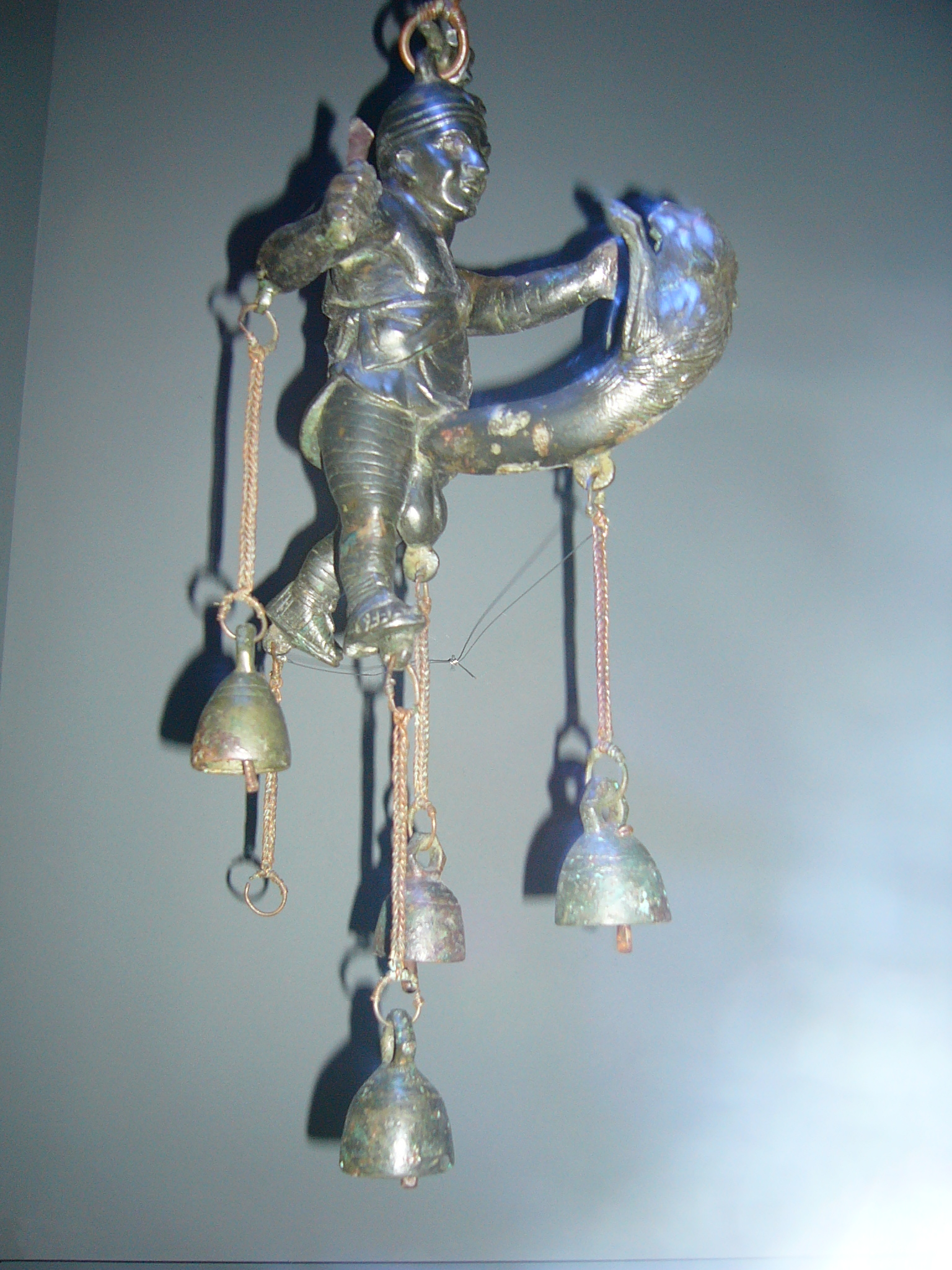
Tintinnabulum (Süditalien, 1. Jahrhundert v. Chr.)

Glocken können bei religiösen Ritualen als Hilfsmittel zur vorgestellten Kommunikation mit Gottheiten oder Geistern verwendet werden. Beim Wetterläuten sollten früher Geister und Dämonen ferngehalten werden. Das Geläut von Kirchenglocken sollte allgemein Dämonen erschrecken und zum Flüchten bringen, wie Durandus von Mende im 13. Jahrhundert schrieb. Aus diesem Grund schmückten sich die Menschen in Europa – insbesondere die Kinder – mit Glöckchen, um böse Geister und den bösen Blick abzuwehren. Auf dieselben Ursprünge gehen viele Bräuche im Alpenraum zurück, wie das Ausläuten des alten und Einläuten des neuen Jahres.
Im Christentum zeigt das Glockengeläut die Zeit zum Gebet an. Christen in arabischen Ländern verwendeten hierfür früher ein naqus (arabisch „Glocke“) genanntes Holzbrett, orthodoxe Christen in Osteuropa schlagen als Gebetsruf bis heute mancherorts das dem naqus entsprechende semantron, in Westeuropa wurde regional auch das Schneckenhorn geblasen. Nach dem Gloria der Messe an Gründonnerstag verstummen die Glocken, weshalb an Karfreitag und Karsamstag vielerorts nicht geläutet, sondern mit Ratschen und Klappern (im Baltikum mit klabeklis) zum Gottesdienst gerufen wird. Daraus entwickelte sich im Osterbrauchtum die Erzählung, die Kirchenglocken flögen nach Rom und kehrten in der Osternacht zurück. Warum sie die weite Reise machen, wird regional unterschiedlich erklärt. Mal wird erzählt, sie wollten in Rom Dickmilch essen, oder es heißt, sie würden beim Papst beichten usw. Auch gab es die Vorstellung, sie würden auf der Rückreise die Ostereier mitbringen, bevor dies auf den Osterhasen übertragen wurde.
Glocken sollen die Ankunft des heiligen Geistes verkünden. Im 2. Buch Mose wird den Priestern des Jahwe geboten, sich mit Glocken zu schmücken. Im Buch Jesaja wird den Frauen dasselbe verboten.

## Glocken im Gedicht
In vielen Gedichten ist die Glocke Gegenstand des Inhalts. Bekannt ist insbesondere das Gedicht von Wilhelm Müller Der Glockenguss zu Breslau, ebenso das 1799 entstandene Gedicht Schillers Das Lied von der Glocke. Anderes berichten die Verse Die wandelnde Glocke von Johann Wolfgang von Goethe.

## Regelmäßige Rundfunksendungen
Das samstägliche Magazin Zwischenhalt des Schweizer Senders Radio SRF 1 enthält die Rubrik Glocken der Heimat. Darin stellt der Glockenfachmann Stefan Mittl jeweils ein Geläut vor. Mittl zeichnet seit 1984 die Klänge von Kirchenglocken auf, darunter bereits praktisch alle der Deutschschweiz. Der Sender hat eine Auswahl auf inzwischen vier CDs unter dem Titel Glocken der Heimat herausgebracht.
In der Sendung Morgenmelodie des deutschen Radiosenders SWR4 (nicht zu verwechseln mit der Sendung Morgenläuten desselben Senders) stellt Glockenexperte Sebastian Schritt, Glockensachverständiger und Campanologe, sonn- und feiertags in der Rubrik Glockengeschichten jeweils ein Geläut aus dem gesamten Sendegebiet vor, das die Bundesländer Rheinland-Pfalz und Baden-Württemberg umfasst. Der Radiosender Bayern 1 stellt ebenfalls jeden Sonntag mit dem Zwölfuhrläuten ein Geläut aus Bayern vor, wobei zumeist keine Informationen über die Glocken genannt werden. Jeden Sonntag um 11:59 Uhr überträgt das überregionale Deutschlandradio Kultur das Läuten der Freiheitsglocke im Rathaus Berlin-Schöneberg. Der Deutschlandfunk beginnt sein Programm zum Jahreswechsel an jedem 1. Januar um 0:00 Uhr mit der Sendung „Glocken aus Europa“ und einer Zusammenstellung der Klänge bedeutender Glocken Europas.
In Österreich senden die regionalen Radioprogramme des Österreichischen Rundfunks in den meisten Bundesländern täglich um 12:00 Uhr das Mittagsgeläute einer österreichischen Kirche. Die Kirche wird dabei kurz vorgestellt, manchmal auch die Glocken selbst.
Weiters wird zum Jahreswechsel auf allen Radio- und Fernsehsendern des Österreichischen Rundfunks das Geläute der Pummerin des Wiener Stephansdoms übertragen.

## Glockenkonzerte
Nach einem Glockenkonzert, das 2001 in Hannover stattfand, wurden auch an anderen Orten Glockenkonzerte veranstaltet. Am 21. August 2016 fand in St. Gallen ein Konzert mit 118 Glocken von 29 Kirchen und Kapellen statt. Das computerunterstützte Projekt Zusammenklang koordinierte Geläute, die bis zu 16 Kilometer voneinander entfernt sind.

## Filme
- Glocken – Klang zwischen Himmel und Erde. Dokumentation, Österreich 2011. Gesendet von 3sat am 10. April 2020, 11:20–12:10 Uhr; nächster Sendetermin: 5. April 2021, 11:40–12:10 Uhr in 3sat.
- Dokumentation zum Guss einer 25 Tonnen schweren, freischwingenden Glocke, erschaffen vom Unternehmen Grassmayr; Länge 18:47 Minuten, abgerufen am 13. März 2021.
- Die Sendung mit der Maus erklärt kindgerecht in einer fünfteiligen Mini-Serie alle Arbeitsschritte zur Herstellung einer Glocke.
- In der zentralen Episode seines Films Andrej Rubljow (1966) schildert der russische Regisseur Andrei Tarkowski (1932–1986) das Schicksal des jungen Glockengießers Boriska, der alles auf eine Karte setzt, um eine riesige Glocke für einen Großfürsten zu gießen, und damit entgegen allen Erwartungen Erfolg hat. Der Ikonenmaler Rubljow beendet angesichts dieses Erlebnisses sein selbstauferlegtes Moratorium und beginnt, seine berühmtesten Ikonen zu malen (u. a. die Dreifaltigkeitsikone).

### Überblick
- Glocken. In: Meyers Konversations-Lexikon. 4. Auflage. Band 7, Verlag des Bibliographischen Instituts, Leipzig/Wien 1885–1892,  S. 437.
- Alain Corbin: Die Sprache der Glocken. Ländliche Gefühlskultur und symbolische Ordnung in Frankreich des 19. Jahrhunderts. Fischer, Frankfurt am Main 1995, ISBN 3-10-010210-X.
- Manfred Hofmann: Alte und neue Geheimnisse der Glockengießerei. In: Apoldaer Geschichtsverein e. V. (Hrsg.): Apoldaer Heimat – Beiträge zur Natur und Heimatgeschichte der Stadt Apolda und ihrer Umgebung. Heft 32. Apolda 2014, S. 83 ff.
- Manfred Hofmann: Die Apoldaer Glockengießerei – Alte und neue Geheimnisse. Wartburg-Verlag, Weimar 2014, ISBN 978-3-86160-415-0 (mit umfangreichem Allgemeinteil über Glocken).
- Kurt Kramer: Die Glocke. Eine Kulturgeschichte. Matthias-Grünewald-Verlag, Ostfildern 2007, ISBN 978-3-7867-8597-2.
- Kurt Kramer (Bearb./Hrsg.): Glocken in Geschichte und Gegenwart. Beiträge zur Glockenkunde. Beratungsausschuss für das Deutsche Glockenwesen. Badenia-Verlag, Karlsruhe
  - Band 1: 1986, ISBN 3-7617-0238-8.
  - Band 2: 1997, ISBN 3-7617-0341-4.
- Heinrich Otte: Glockenkunde. Weigel, Leipzig 1858, Scan in der Google-Buchsuche; 2. Auflage. Leipzig 1884, archive.org.
- Jörg Poettgen: 700 Jahre Glockenguß in Köln. Meister und Werkstätten zwischen 1100 und 1800 (= Arbeitshefte der rheinischen Denkmalpflege, 61). Wernersche Verlagsgesellschaft, Worms 2005, ISBN 978-3-88462-206-3.
- Eckart Roloff: Glocken: Die Artillerie der Geistlichkeit, Ausrufezeichen für allerlei. In: Eckart Roloff: Göttliche Geistesblitze. Pfarrer und Priester als Erfinder und Entdecker. Verlag Wiley-VCH, Weinheim 2010, ISBN 978-3-527-32578-8, S. 40–45.
- Fritz Schilling,[64] Evangelisch-Lutherische Kirche in Thüringen, Landeskirchenrat (Hrsg.): Unsere Glocken – Thüringer Glockenbuch. Gabe der Thüringer Kirche an das Thüringer Volk. Jena 1954, DNB 454355548.
- Margarete Schilling: Glocken. Gestalt, Klang und Zier. Verlag der Kunst, Dresden 1988, ISBN 3-364-00041-7.
- Margarete Schilling: Glocken und Glockenspiele. Greifenverlag, Rudolstadt 1982, DNB 830104771.
- Rainer Thümmel, Roy Kreß, Christian Schumann: Als die Glocken ins Feld zogen … – Die Vernichtung sächsischer Bronzeglocken im Ersten Weltkrieg. Evangelische Verlagsanstalt Leipzig 2017, ISBN 978-3-374-05203-5,[65] darin auch zahlreiche Informationen zu Ersatzglocken aus Stahlguss und Eisenhartguss.
- Rainer Thümmel: Glocken in Sachsen – Klang zwischen Himmel und Erde. Hrsg. vom Evangelischen Landeskirchenamt Sachsens mit einem Geleitwort von Jochen Bohl. Fotos: Klaus-Peter Meißner. 2., aktualisierte und ergänzte Auflage. Leipzig 2015, ISBN 978-3-374-02871-9, 432 S.
- Karl Walter: Glockenkunde. Verlag von Friedrich Pustet, Regensburg/Rom 1913, DNB 361836716.
- Literaturliste des Deutschen Glockenmuseums (PDF; 1,2 MB). 7. Dezember 2010.

### Über Glockenklöppel
- Ernst Fauer: Zur Dimensionierung des Vorhangs von einem Glockenklöppel. In: Manfred Steinbach; Verein Technikgeschichte in Jena e. V. (Hrsg.): Jenaer Jahrbuch zur Technik- und Industriegeschichte. Band 14. Vopelius, Jena 2010, S. 395–406.

### Über Glocken-Ritzzeichnungen
- Cornelius Gurlitt: Thomaskirche. In: Beschreibende Darstellung der älteren Bau- und Kunstdenkmäler des Königreichs Sachsen. 17. Heft: Stadt Leipzig (I. Theil). C. C. Meinhold, Dresden 1895, S. 58.
- Cornelius Gurlitt: Panitzsch. In: Beschreibende Darstellung der älteren Bau- und Kunstdenkmäler des Königreichs Sachsen. 16. Heft: Amtshauptmannschaft Leipzig (Leipzig Land). C. C. Meinhold, Dresden 1894, S. 89.
- Kurt Hübner: Die mittelalterlichen Glockenritzungen (= Schriften zur Kunstgeschichte. Heft 12). Berlin 1968, DNB 457036214.
- Ingrid Schulze: Ritzzeichnungen von Laienhand – Zeichnungen mittelalterlicher Bildhauer und Maler? Figürliche Glockenritz-Zeichnungen vom späten 13. Jahrhundert bis zur Zeit um 1500 in Mittel- und Norddeutschland. Leipzig 2006, ISBN 3-939404-95-0.

## Medienkombination
- Constanze Treuber, Peter Oehlmann: Gegossene Vielfalt. Glocken in Sachsen-Anhalt. Hrsg.: Ostdeutsche Sparkassenstiftung im Land Sachsen-Anhalt. Hinstorff, Rostock 2007, ISBN 978-3-356-01180-7 (Buch und CD mit Glockenaufnahmen).

## Tonträger (Auswahl)
- Kurt Kramer: Glocken und Geläute in Europa. Deutscher Kunstverlag, München 1988, ISBN 3-422-06016-2 (CD mit Textheft).
- Kurt Kramer (Hrsg.): Die deutschen Glockenlandschaften. Deutscher Kunstverlag, München 1989/1990.

## DVD
- Kurt Kramer: Wo Himmel und Erde sich berühren. Eine klangvolle Bilderreise durch die Welt der Glocken. Dokumentation, Sprecher: Elmar Gunsch. Butzon & Bercker, Kevelaer 2006, ISBN 3-7666-0817-7.